# Winslow Homer
Pour les articles homonymes, voir Homer.
Winslow Homer (24 février 1836 - 29 septembre 1910) est un dessinateur, peintre, graveur et illustrateur américain, réputé pour ses marines et comme témoin objectif de son temps. En grande partie autodidacte, il est considéré comme étant l'un des principaux peintres du XIXe siècle américain et l'une des figures prééminentes du réalisme américain.

## Biographie

### Origines et jeunesse
Né à Boston, Winslow Homer est le deuxième des trois fils de Charles Savage Homer et de Henrietta Benson, qui appartiennent à une ancienne famille du Massachusetts issue de la classe moyenne, arrivée dans la région depuis l'Angleterre à la fin du XVIIe siècle. Henrietta est aquarelliste, et fut le premier professeur de Winslow. Il grandit non loin de Cambridge, alors un village entouré de forêts. Jeune homme, on le décrit comme mince et de taille moyenne, plutôt réservé, non dénué d'humour et farouchement indépendant. Sans être passé par un cursus artistique académique, il fait ses débuts en tant qu'apprenti chez un imprimeur bostonien de lithographie, John Henry Bufford (en) ; âgé de 19 ans, il a été recruté pour ses dons en dessin. Allergique aux produits chimiques, il quitte cet emploi deux ans plus tard pour se lancer en tant qu'illustrateur indépendant. Magazine américain le plus populaire du moment, Harper's Weekly est le premier périodique à publier ses dessins, suivi par le Bolton's Pictorial de Boston. En 1859, il emménage à Manhattan, trouve un atelier, et devient l'un des principaux artistes illustrateurs de ces magazines.

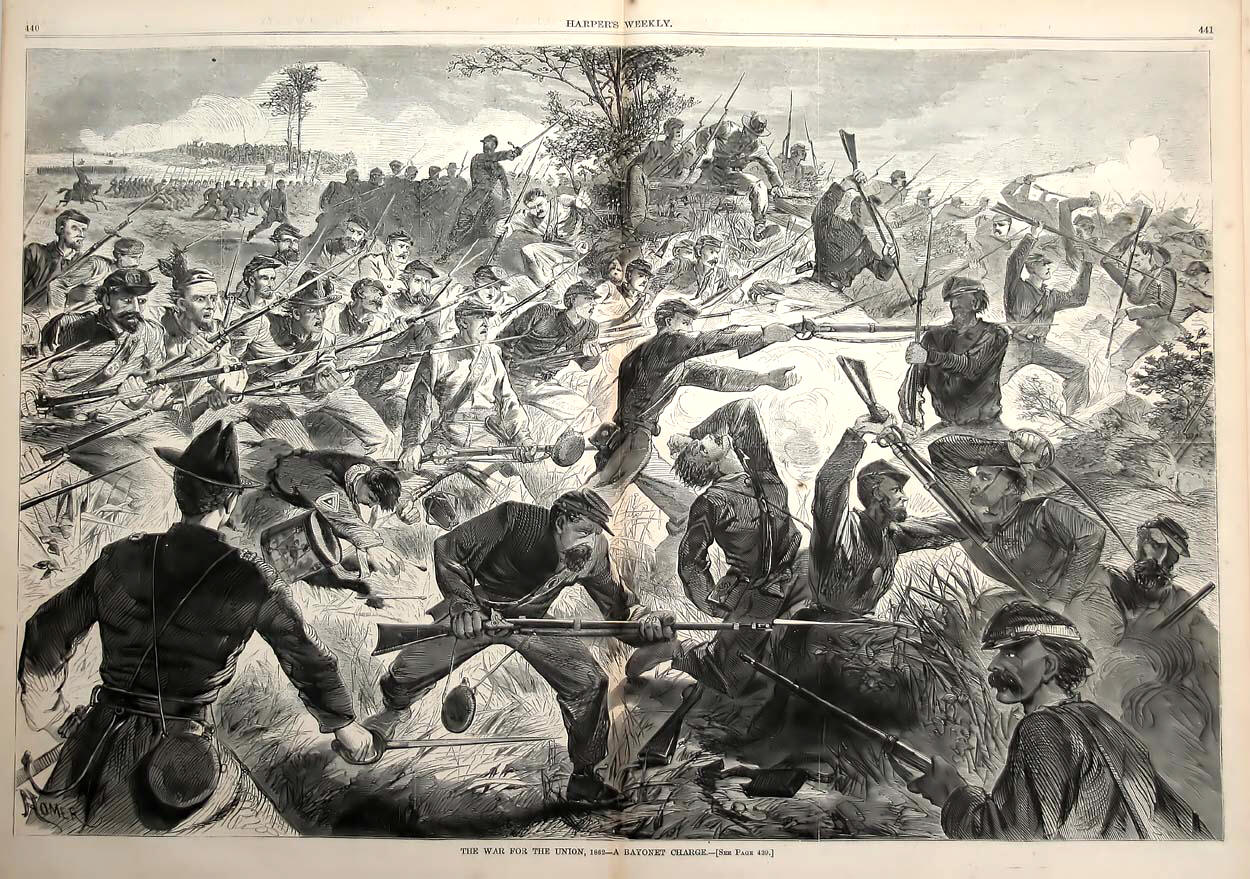
« The War for the Union, 1862 - A Bayonet Charge », Harper's Weekly.

En juin 1861, au début de la guerre de Sécession, le Harper's Weekly l'envoie sur le front en Virginie comme reporter-illustrateur. Il effectue ses missions au sein de l'Armée du Potomac dont il ramène de nombreuses esquisses croquées sur le vif à partir desquelles il produit des compositions de batailles et des scènes de guerre. Les photographies de Mathew Brady et les dessins et peintures de Homer constituent un précieux témoignage de terrain, ce dernier étudiant le quotidien des militaires de manière directe et franche. 1861 est aussi l'année où l'artiste confie à quelques amis son envie de peindre. À la suite d'une exposition de tableaux de Pierre-Édouard Frère chez Knoedler qui semble l'émouvoir, Homer se montre ambitieux : il veut faire beaucoup mieux que ça. Il décide, durant un mois, de prendre des leçons de peinture auprès de Frederick Rondel, originaire de Paris, qui possède un atelier à New York et produit essentiellement des paysages ; il est possible qu'il se soit rendu à des cours à l'Académie américaine des beaux-arts où Rondel enseigne.
Durant l'été, il part s'exercer à saisir la nature sur le vif, en plein air. Surtout, il fait l'expérience de la couleur, puisque ses dessins n'étaient qu'en noir et blanc. Ce n'est que l'année suivante qu'il se met à peindre avec assiduité, ses premiers tableaux ayant pour sujet la guerre civile, comme en témoigne Home sweet Home dans lequel deux fantassins, comme le montrent leurs insignes, écoutent la fanfare régimentaire jouer « Home, Sweet Home ». Le général de l'Union Nelson Miles décrit l'importance de cette musique à propos d'un événement survenu dans la vallée de Rappahannock,. Un autre exemple est Prisonners from the Front (1866, The Met).

Homer et les soldats
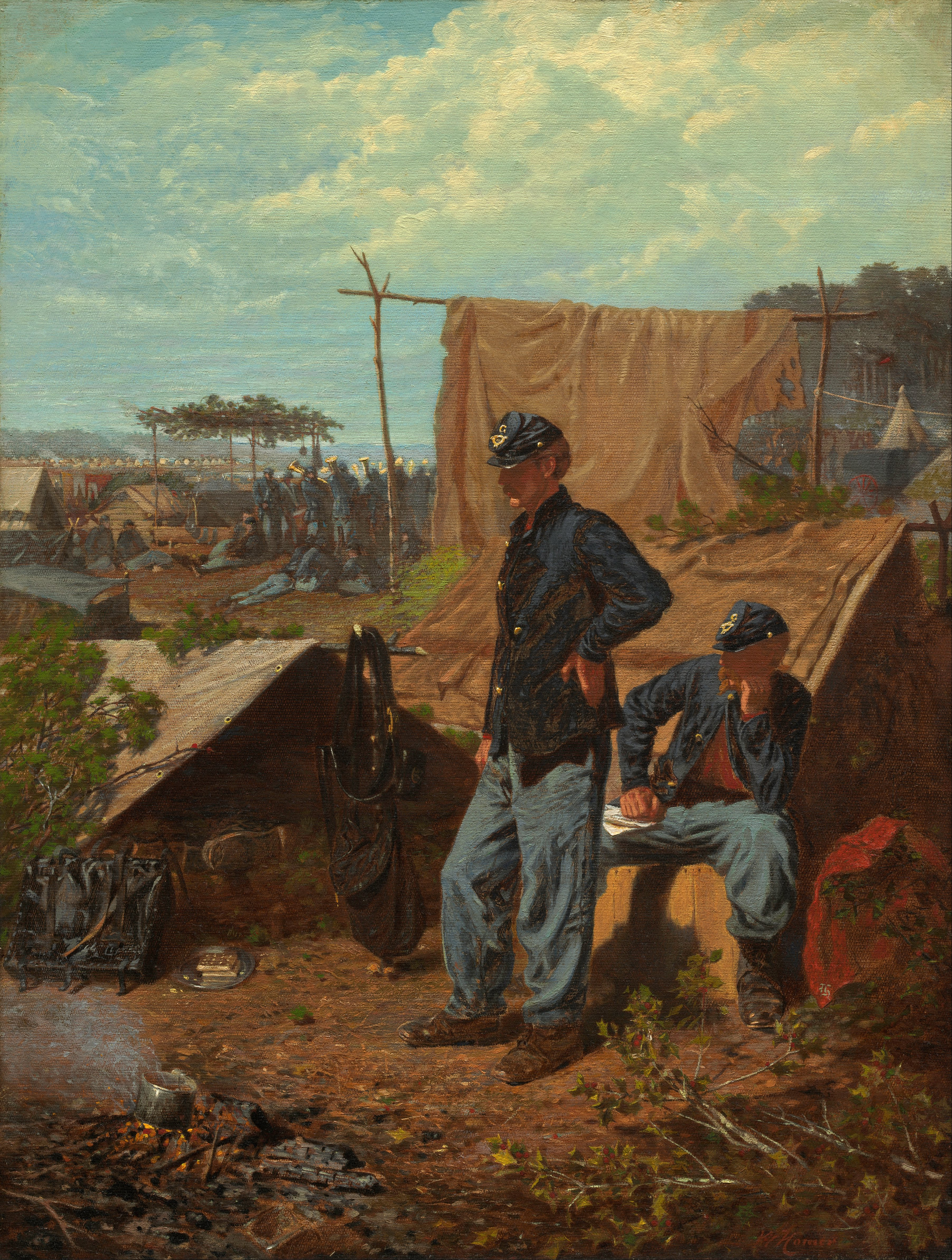
Home, Sweet Home, 1863 National Gallery of Art, Washington
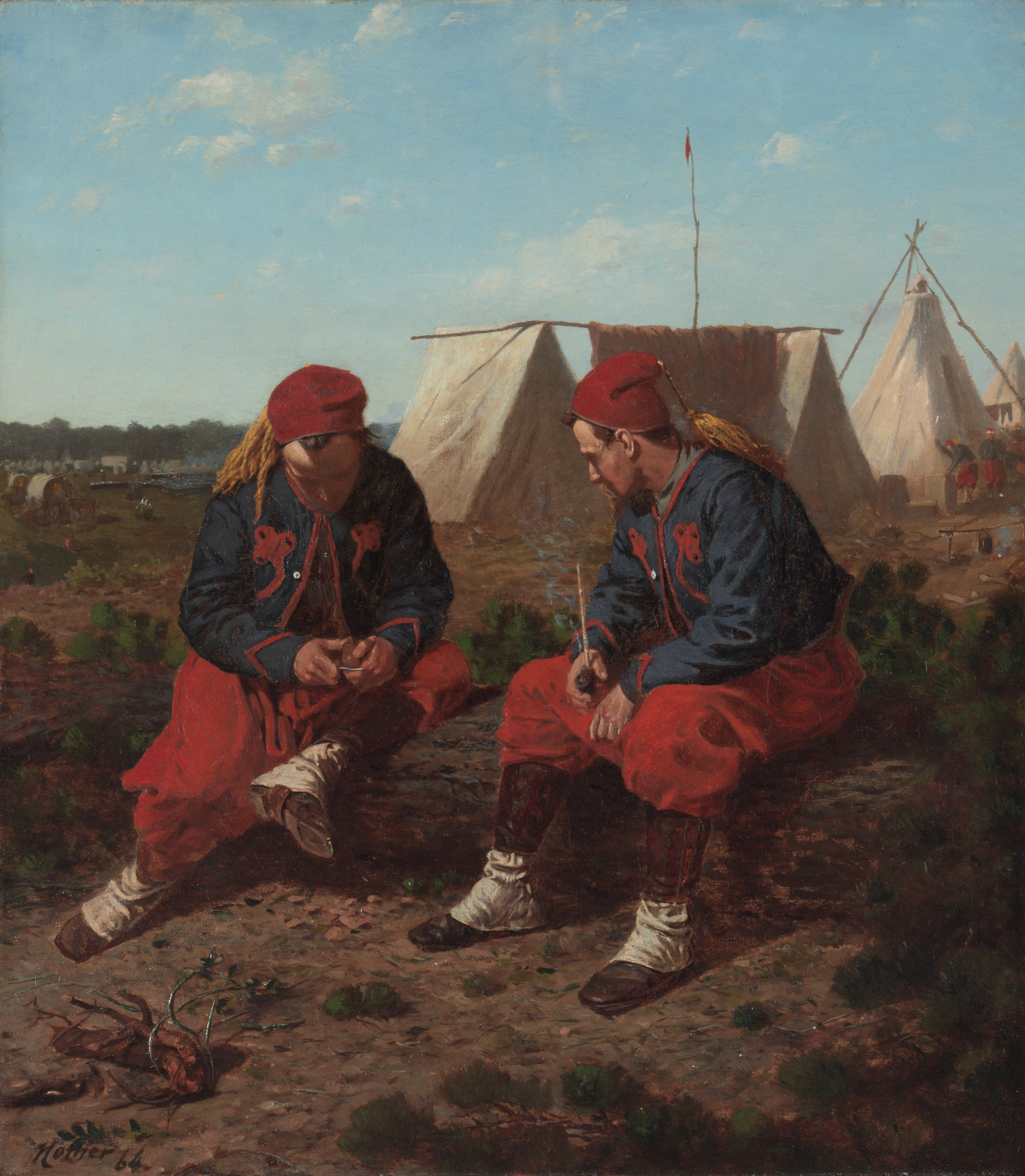
The Brierwood Pipe, 1864 Cleveland Museum of Art
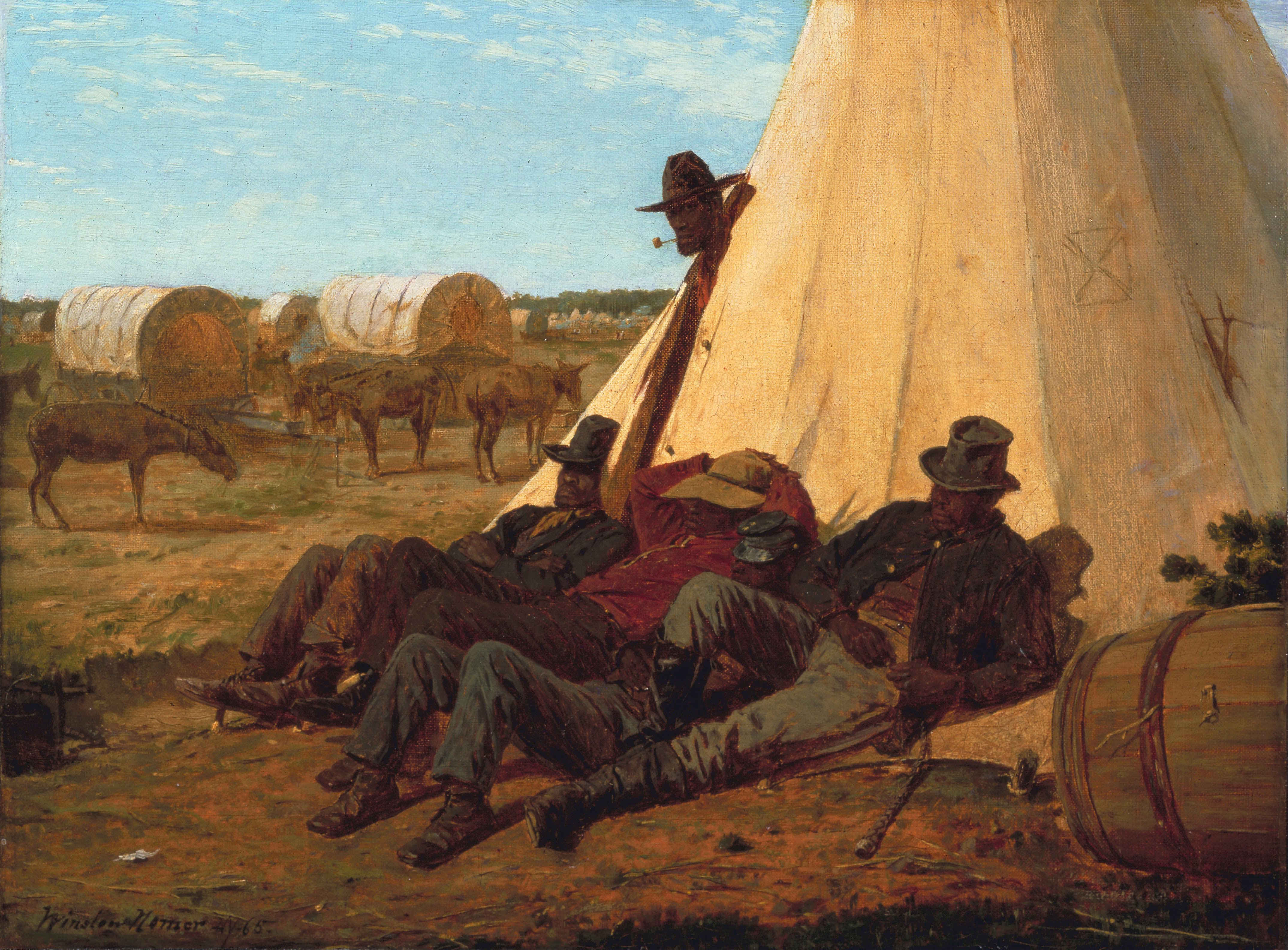
The Bright Side, 1865 San Francisco De Young Museum

### Première période: portraits de groupe et voyage en Europe

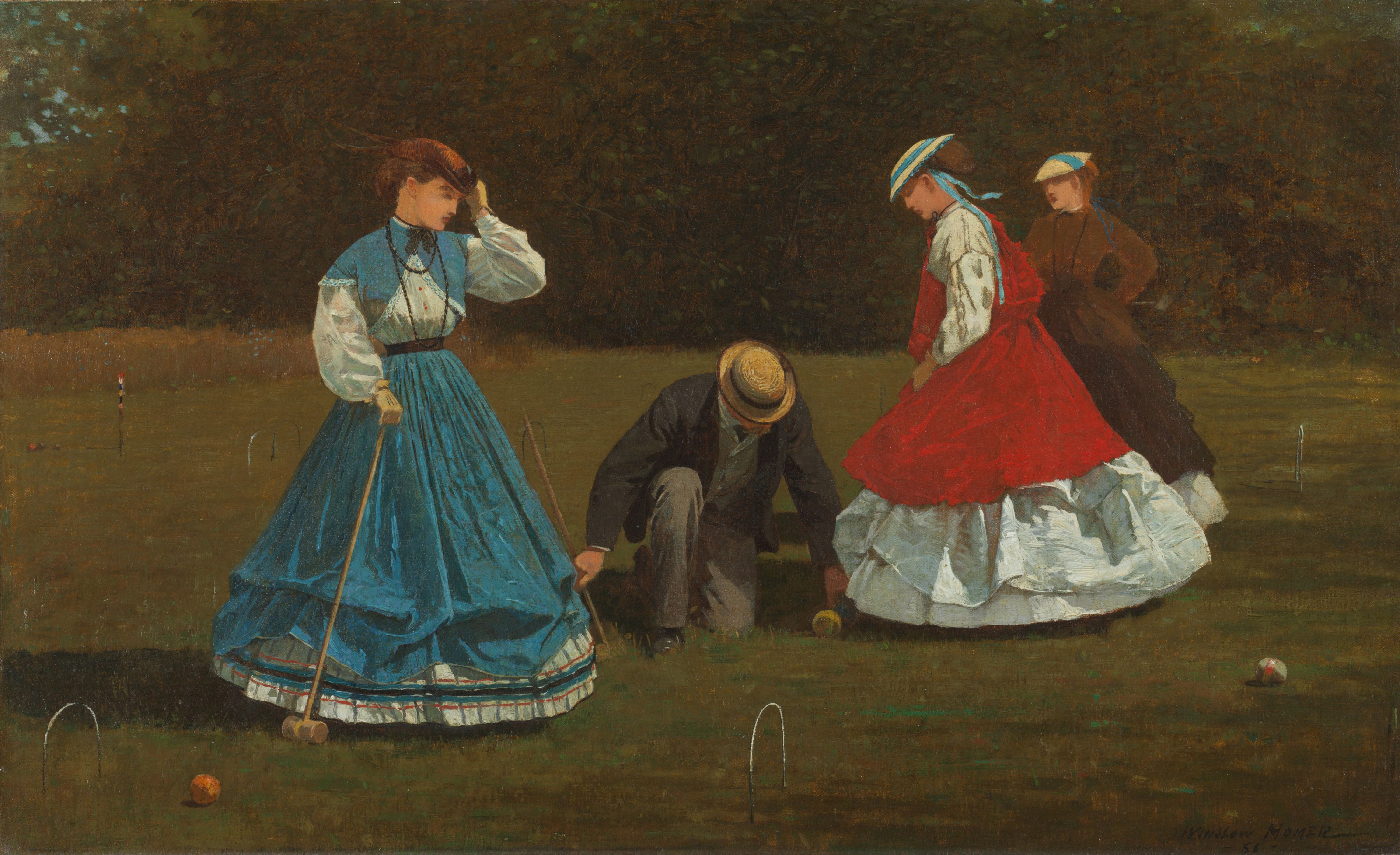
Croquet Scene (1866), Art Institute of Chicago.

Du milieu des années 1860 à la fin des années 1870, Homer peint principalement des toiles représentant des femmes à la ville et des scènes de vie rurale. Les femmes sont celles de la côte Est, en voie d'émancipation, contemporaines, à la mode, s'amusant, et il est l'un des premiers à percevoir ce changement social, qui s'affirme au moment du Gilded Age avec la Gibson Girl.
Automne 1866, il entreprend un premier voyage européen. Il arrive à Paris et y reste dix mois. Durant ce séjour, assez mystérieux, nous savons qu'il visite le Louvre et l'Exposition universelle. Pour Harper's, il produit deux dessins montrant la Grande Galerie. Du côté de l'Exposition, il y montre deux de ses toiles. Il est possible qu'il ait été marqué par le pavillon Courbet et les toiles d'Édouard Manet, deux artistes en marge de l'exposition, mais rien n'est certain ; curieusement, Croquet Scene, qui n'est pas sans faire écho à Femmes dans un jardin de Claude Monet, deux toiles exécutées en 1866, a été achevée avant le voyage à Paris. Son meilleur ami de l'époque, John La Farge, témoigne « qu'ils étaient intéressés par certains peintres liés à l'école de Barbizon » et leurs correspondances laissent entendre que Théodore Rousseau, Constant Troyon mais surtout Camille Corot, dans leurs phases les plus naturalistes, exercèrent une influence sur le peintre trentenaire.

Les Années 1870
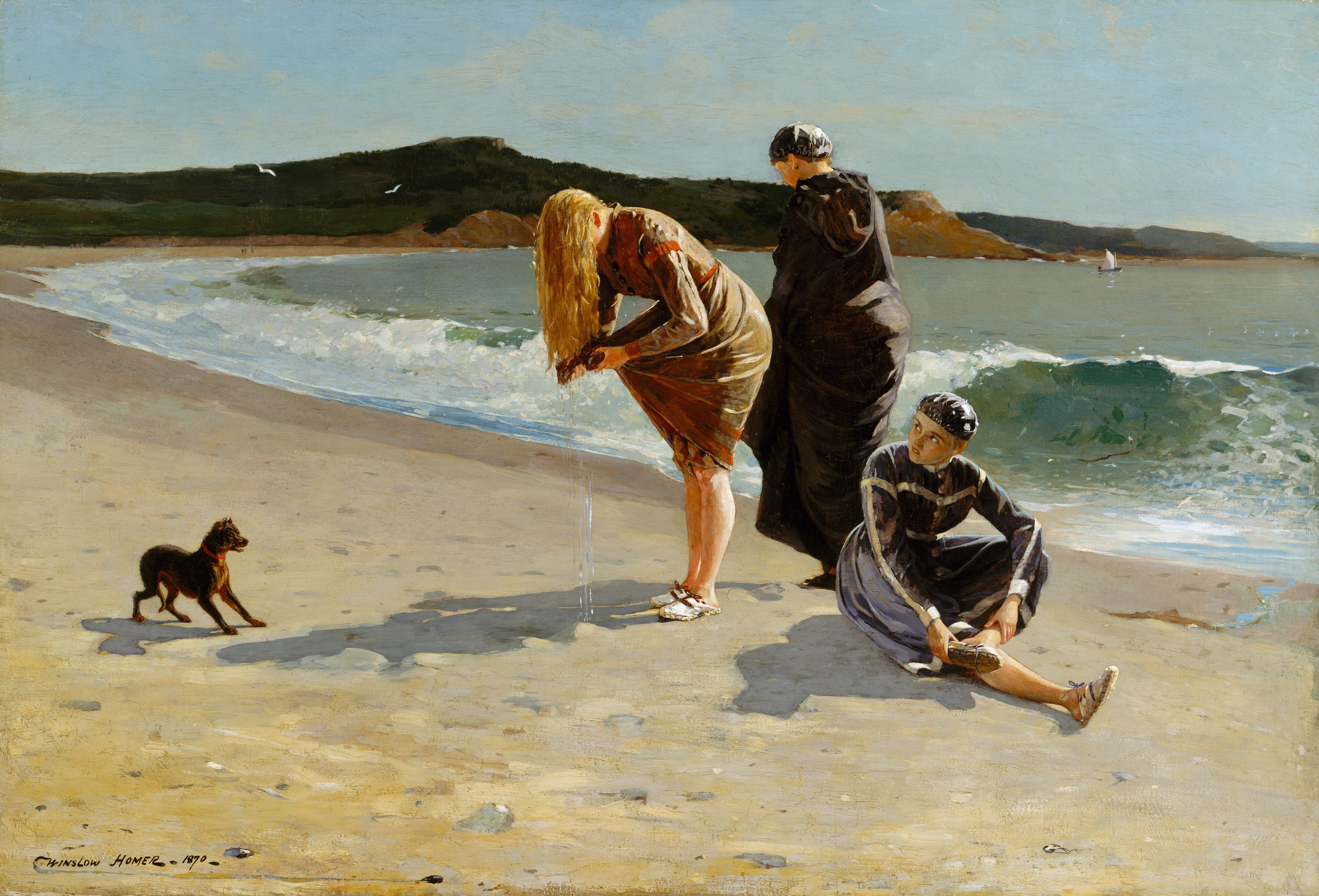
Eagle Head — High Tide, 1870 MET une des trois toiles composées après Paris
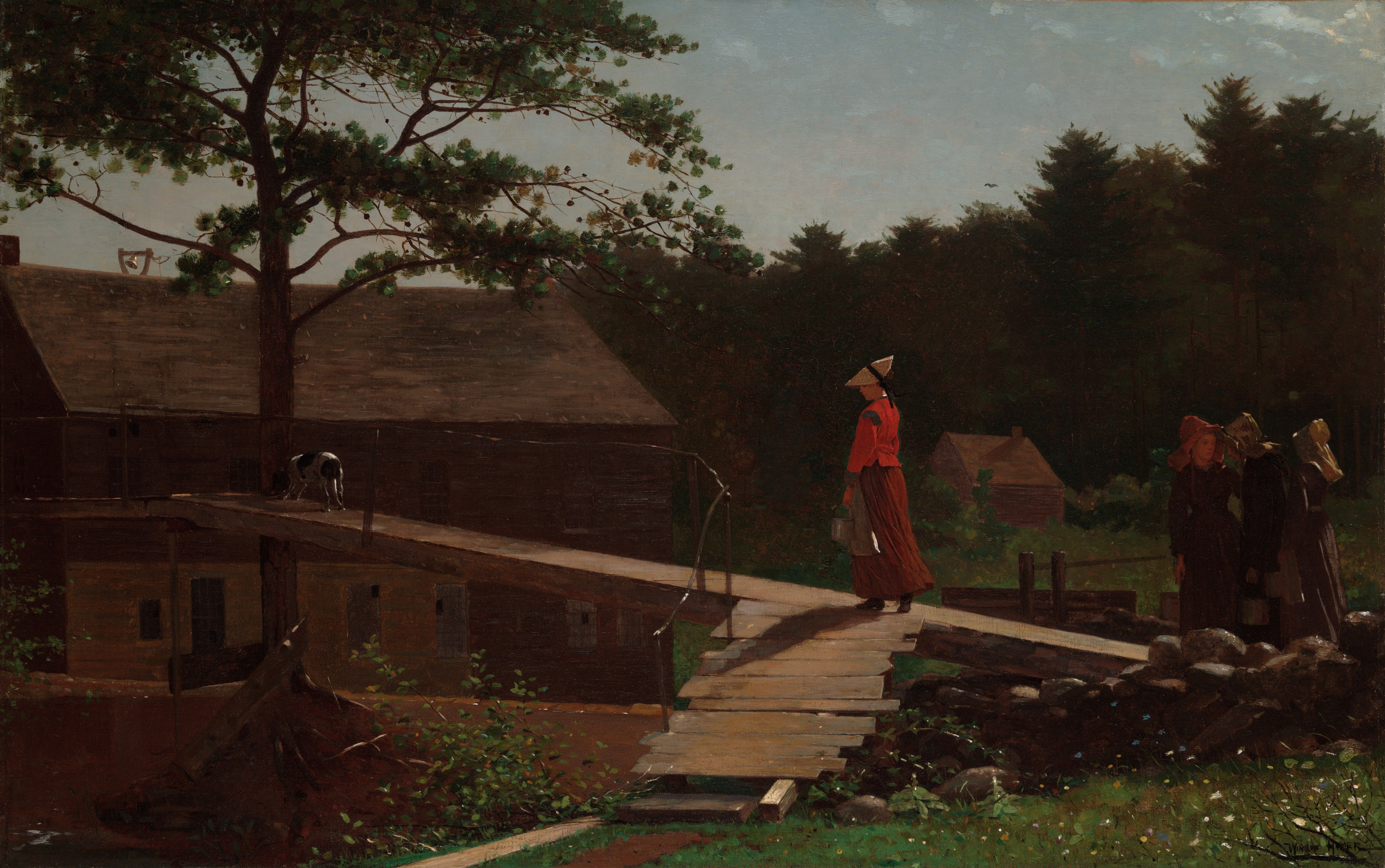
The Morning Bell [The Mill], 1871 Yale University Art Gallery
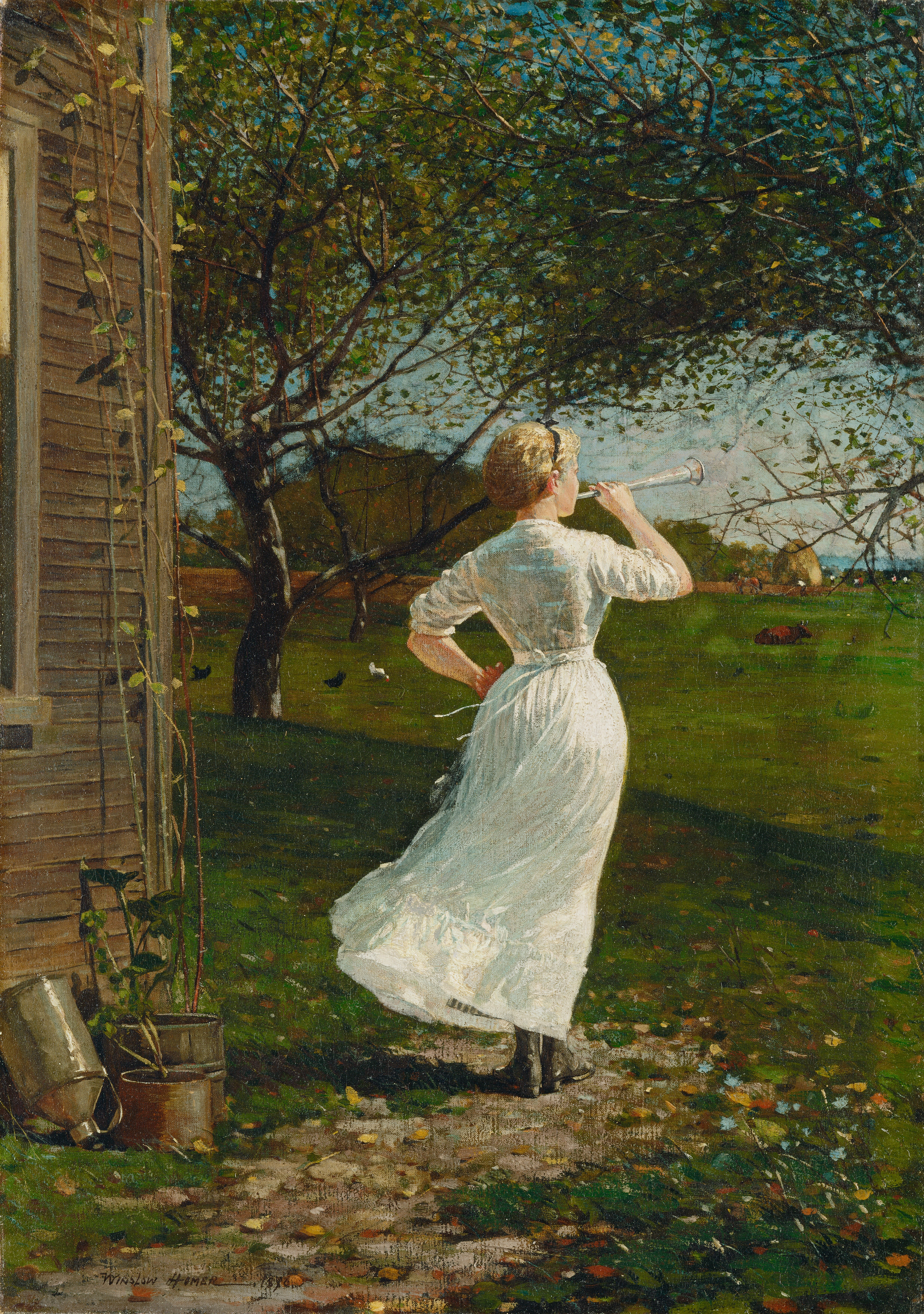
The Dinner Horn, 1870 National Gallery of Art, Washington DC
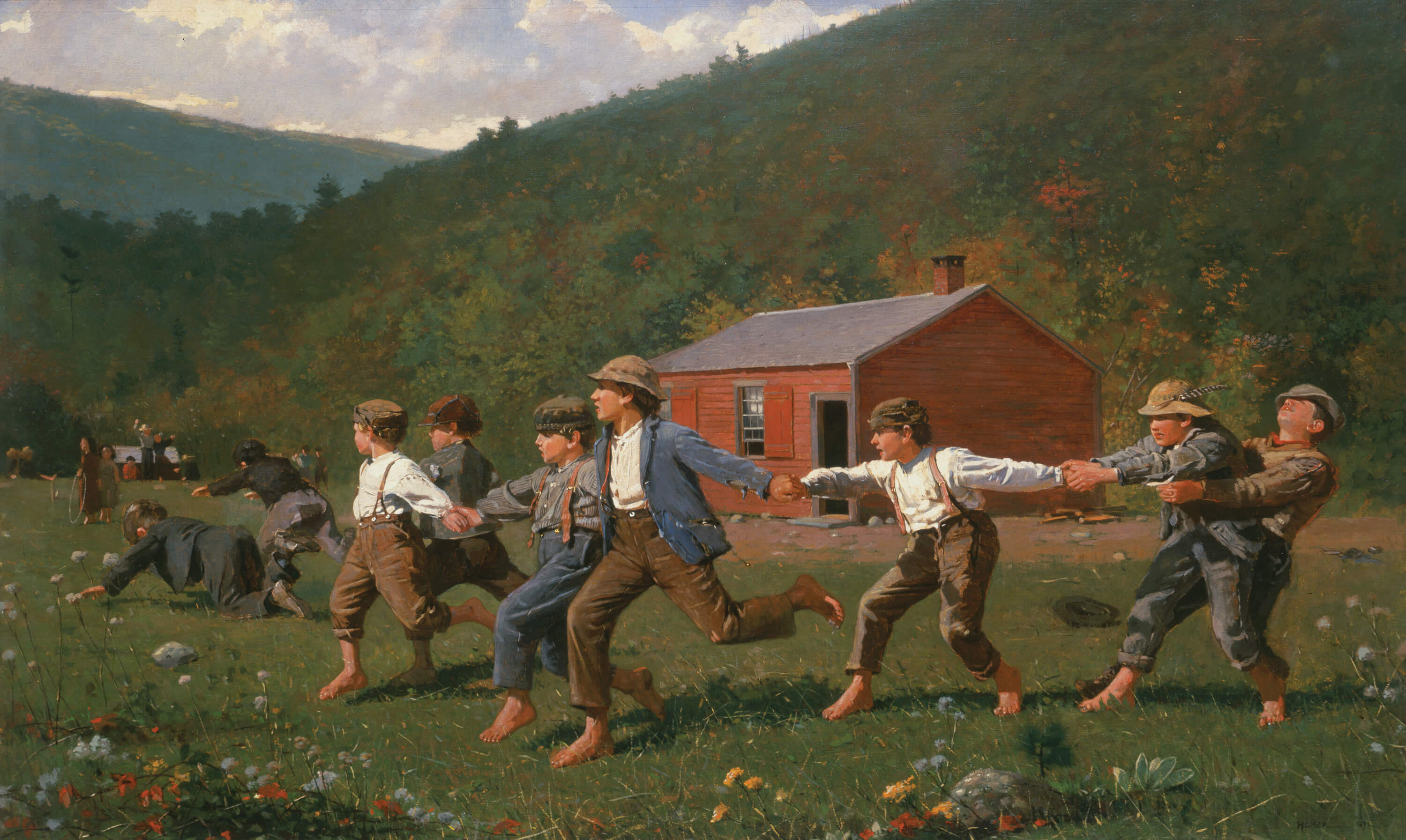
Snap the Whip, 1872 Butler Institute of American Art
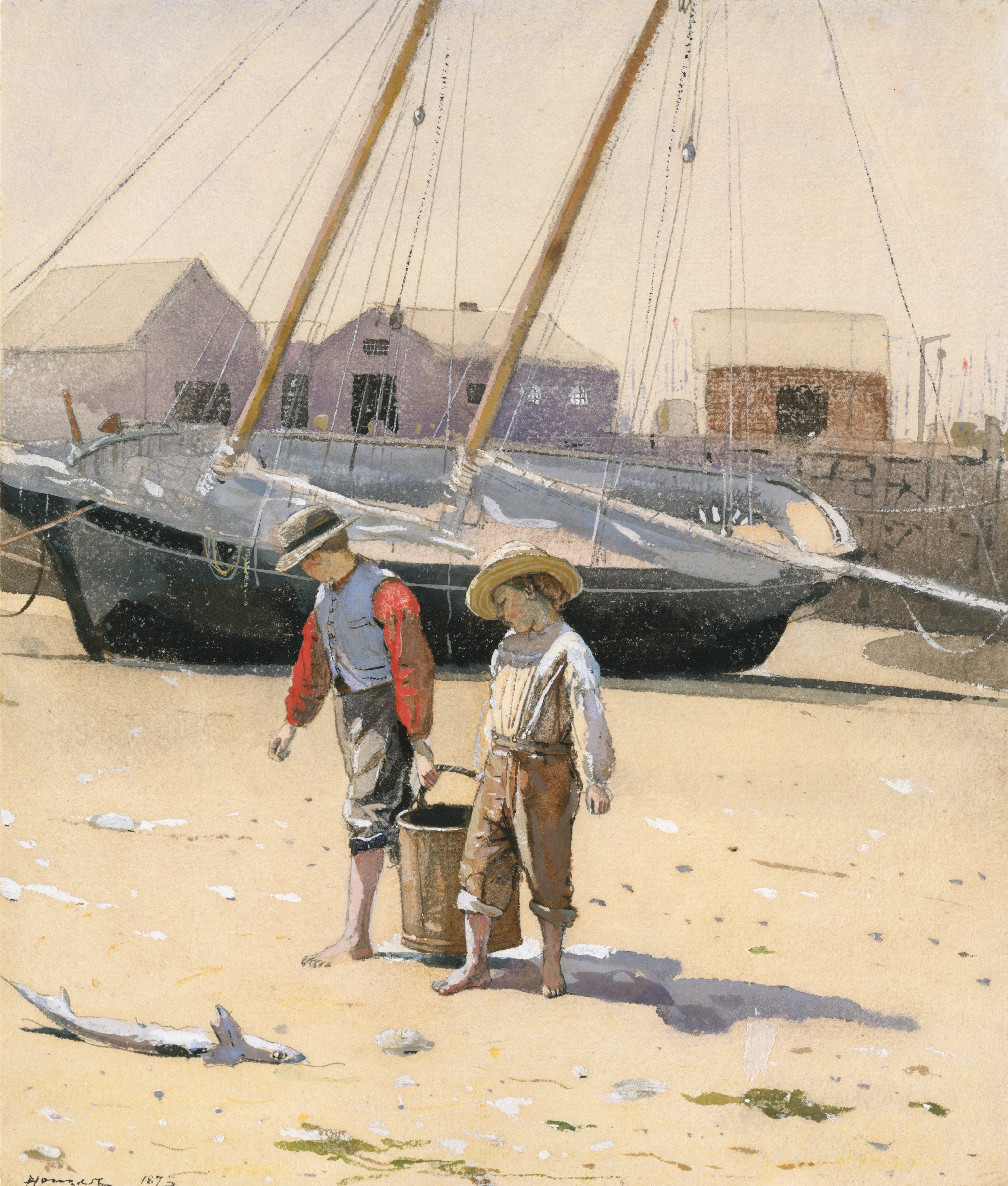
Un panier de palourdes, 1873 Metropolitan Museum of Art, New York
Le Vent se lève (Un vent favorable), 1873-1876 National Gallery of Art, Washington DC
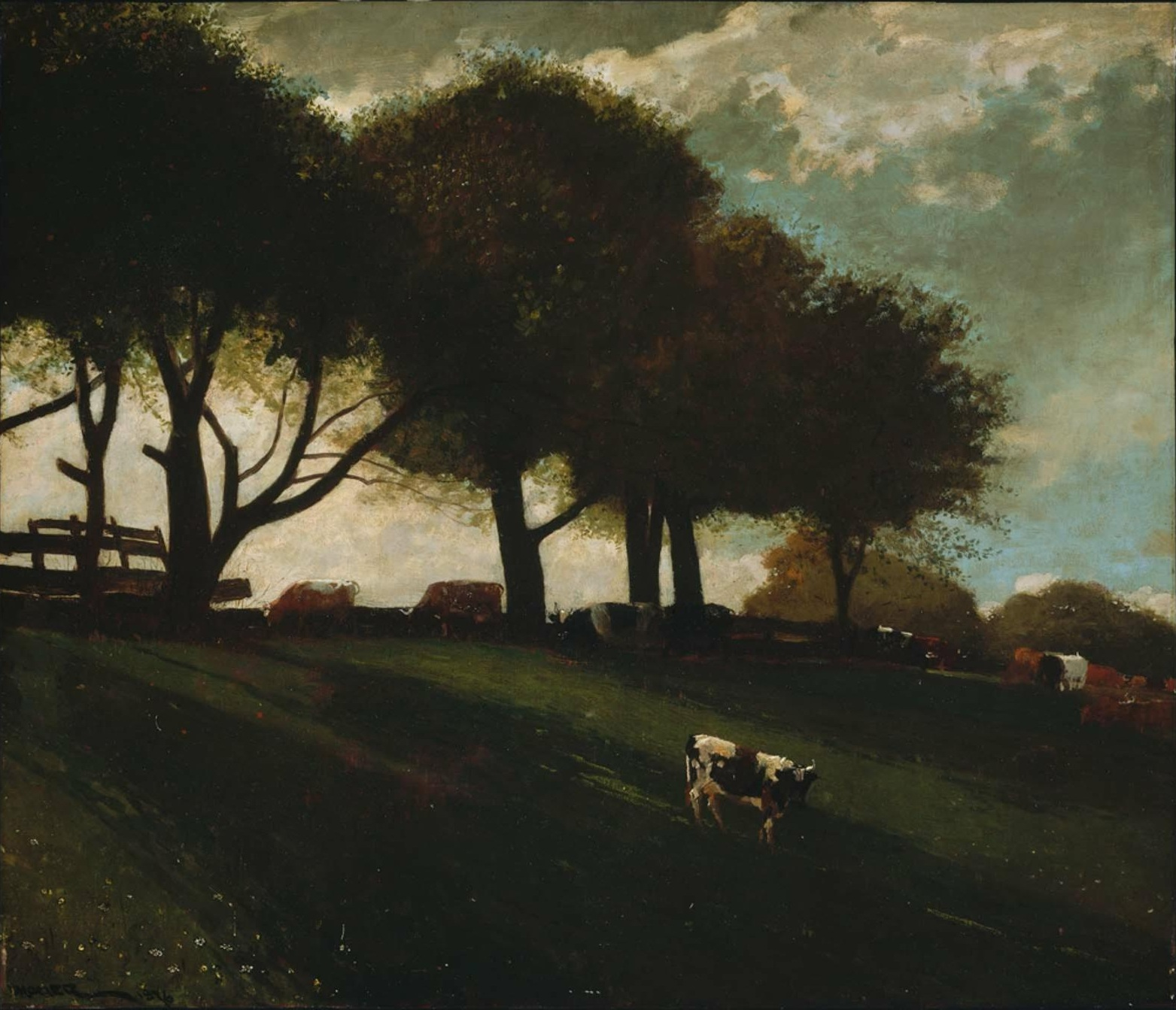
Twilight at Leeds, 1876
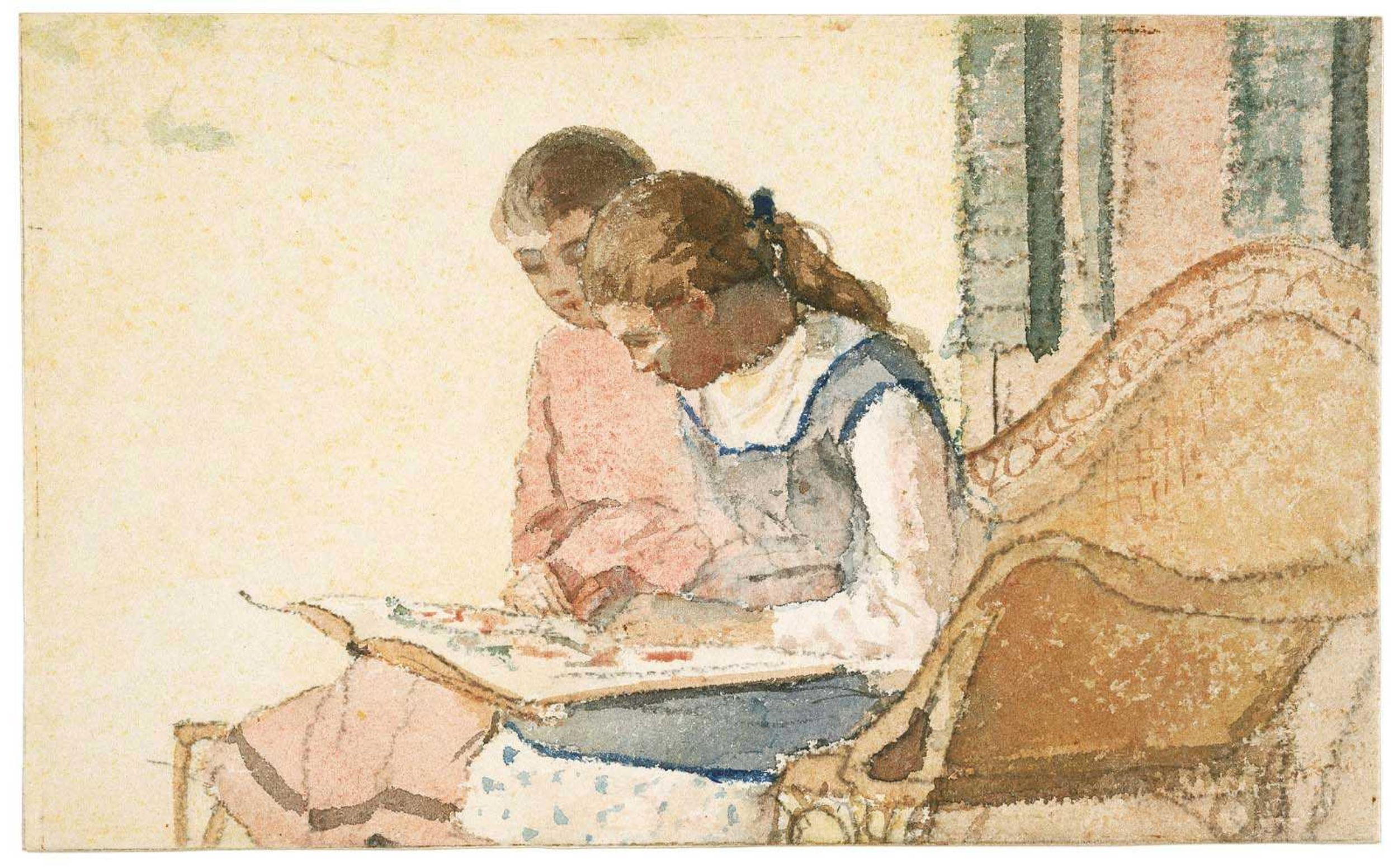
Two Girls Looking at a Book, vers 1877
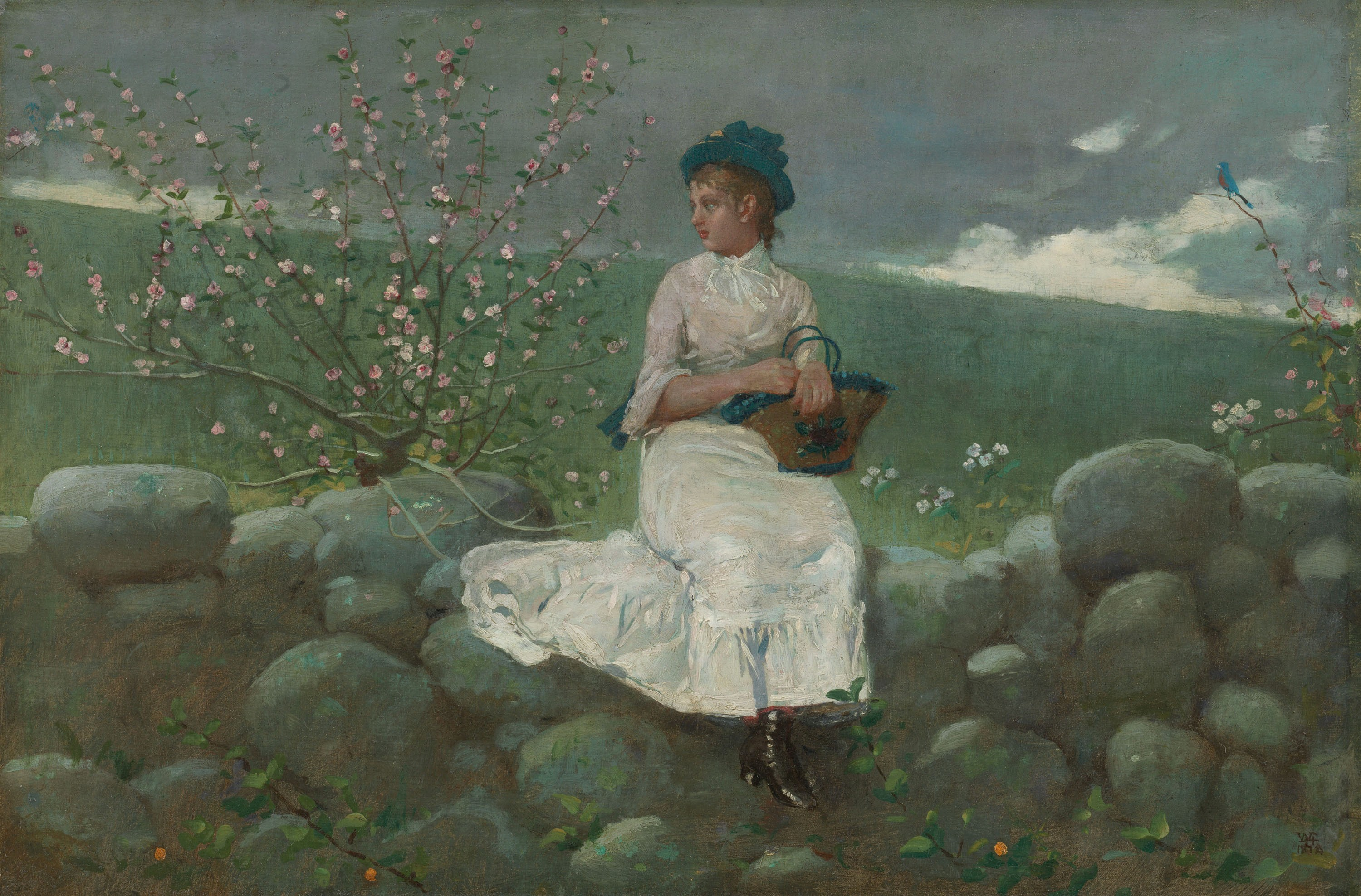
Peach Blossoms, 1878
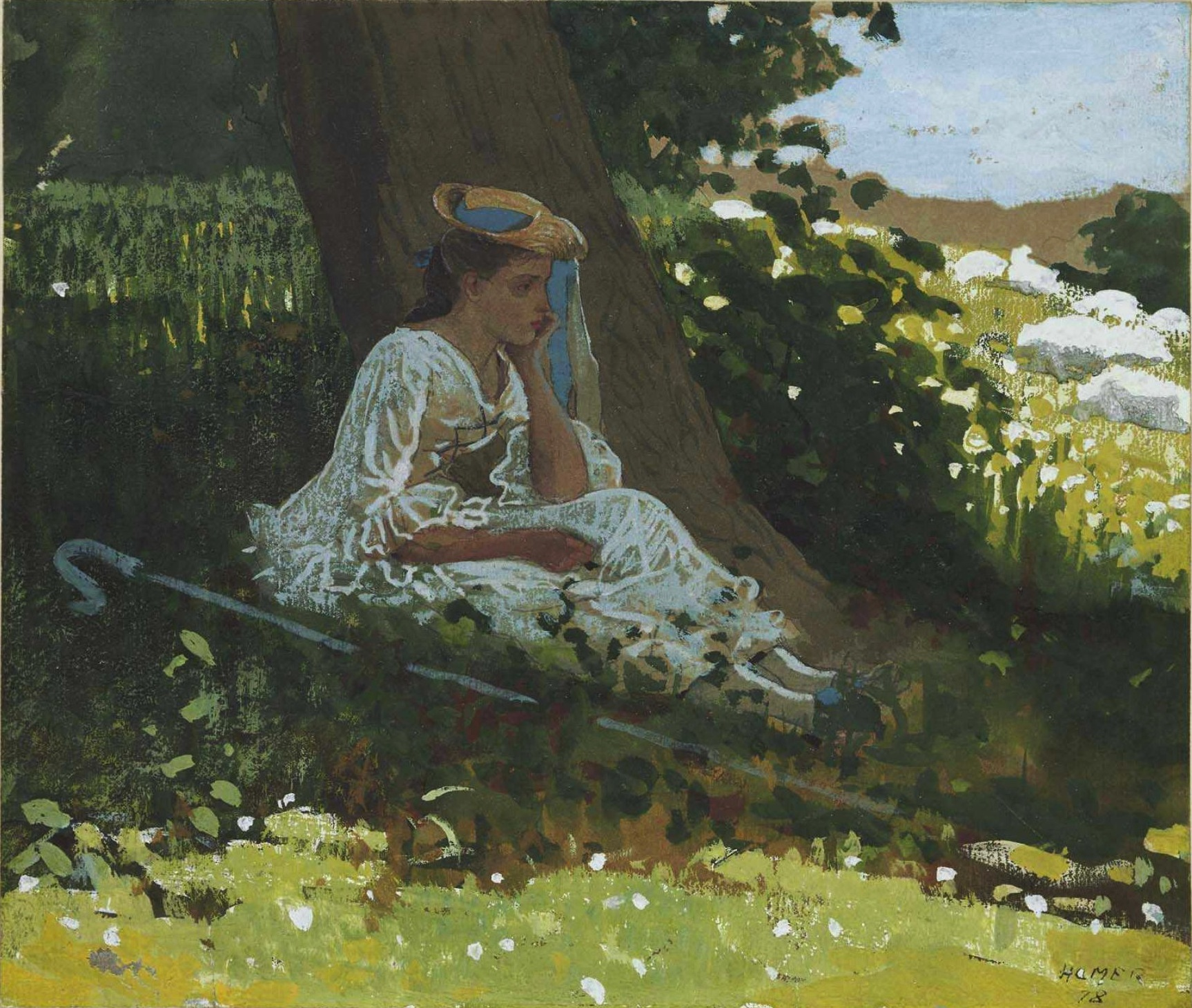
Bo-Peep , 1878
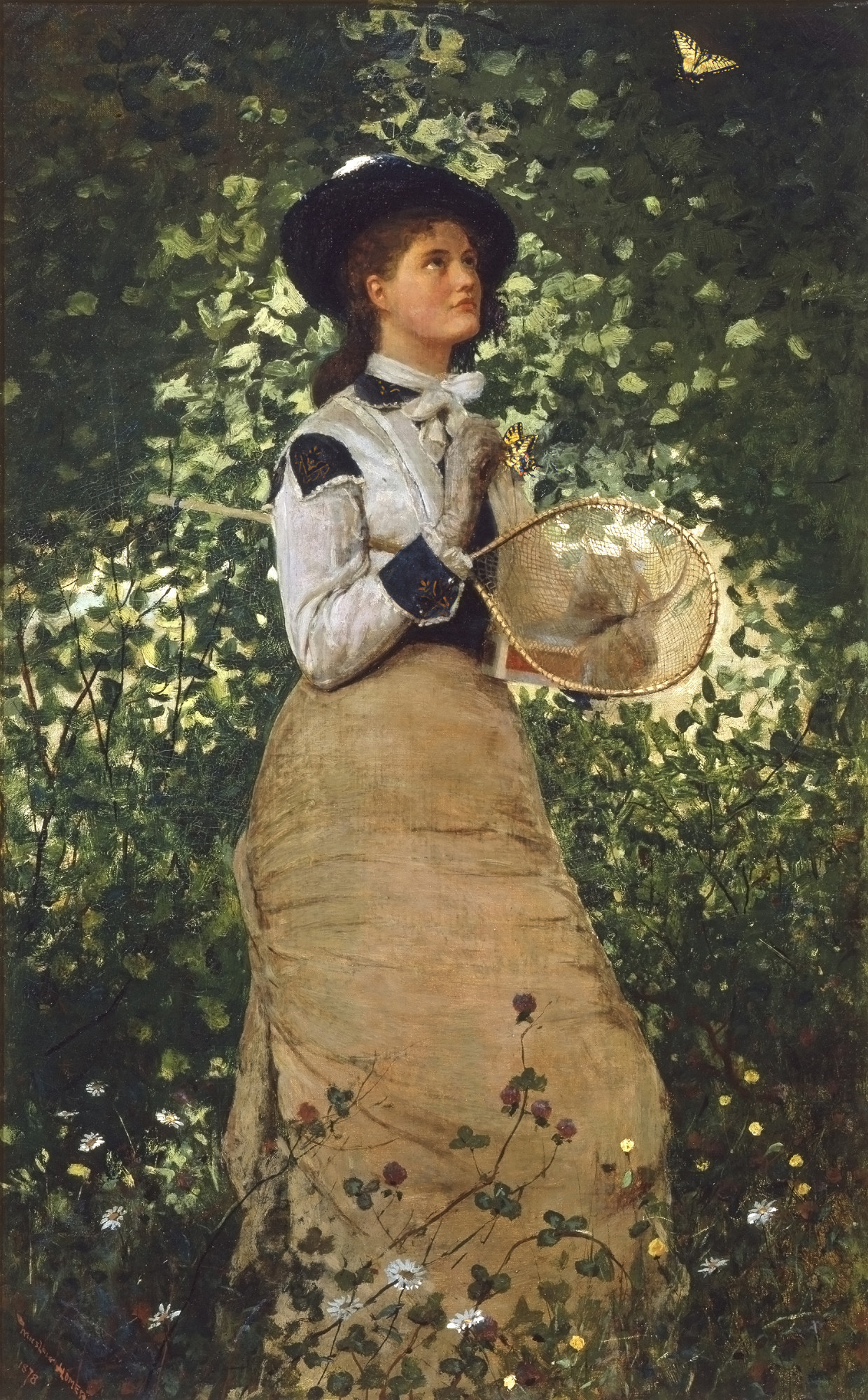
The Butterfly Girl (1878) New Britain Museum of American Art
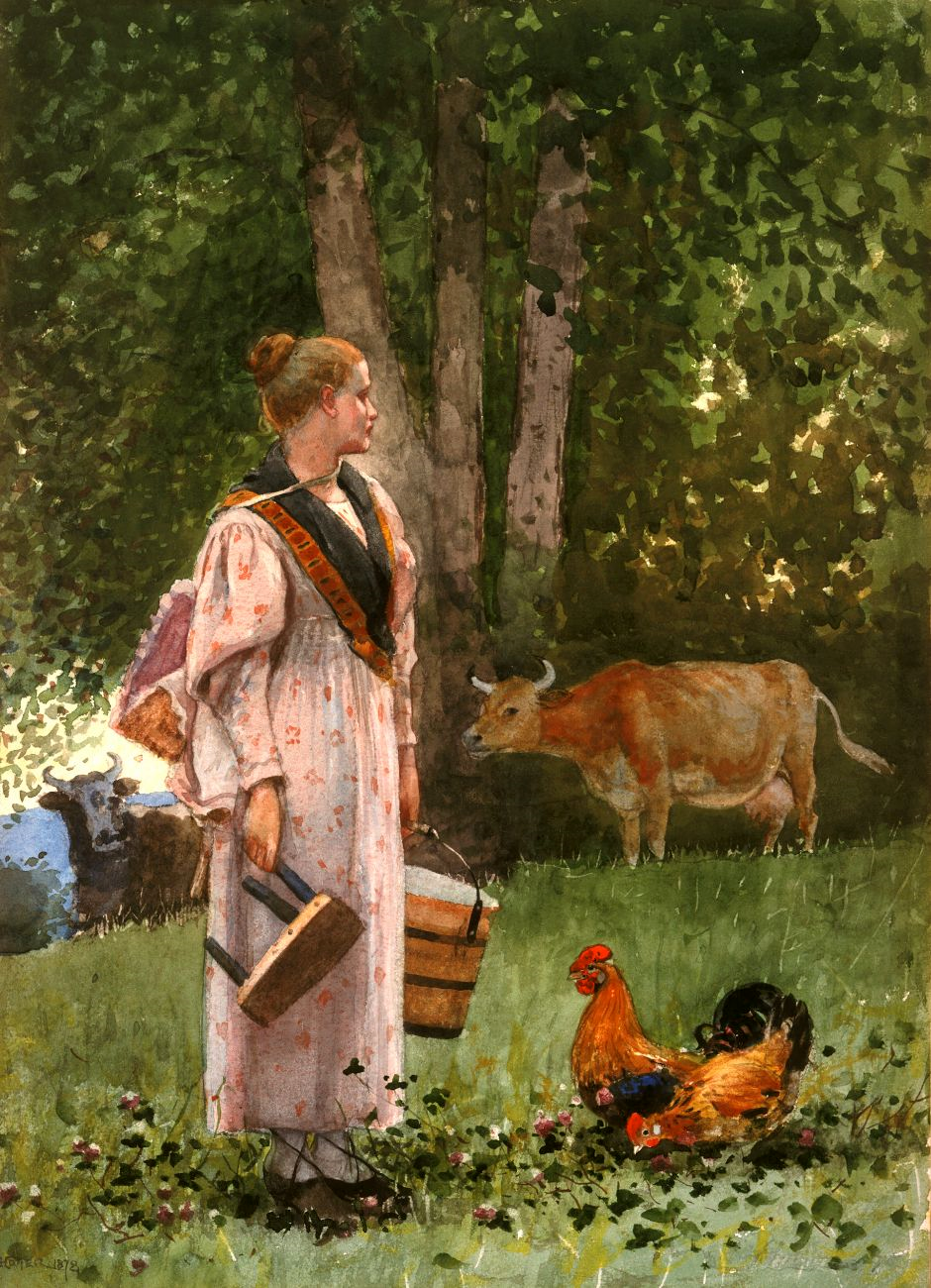
The Milk Maid, 1878
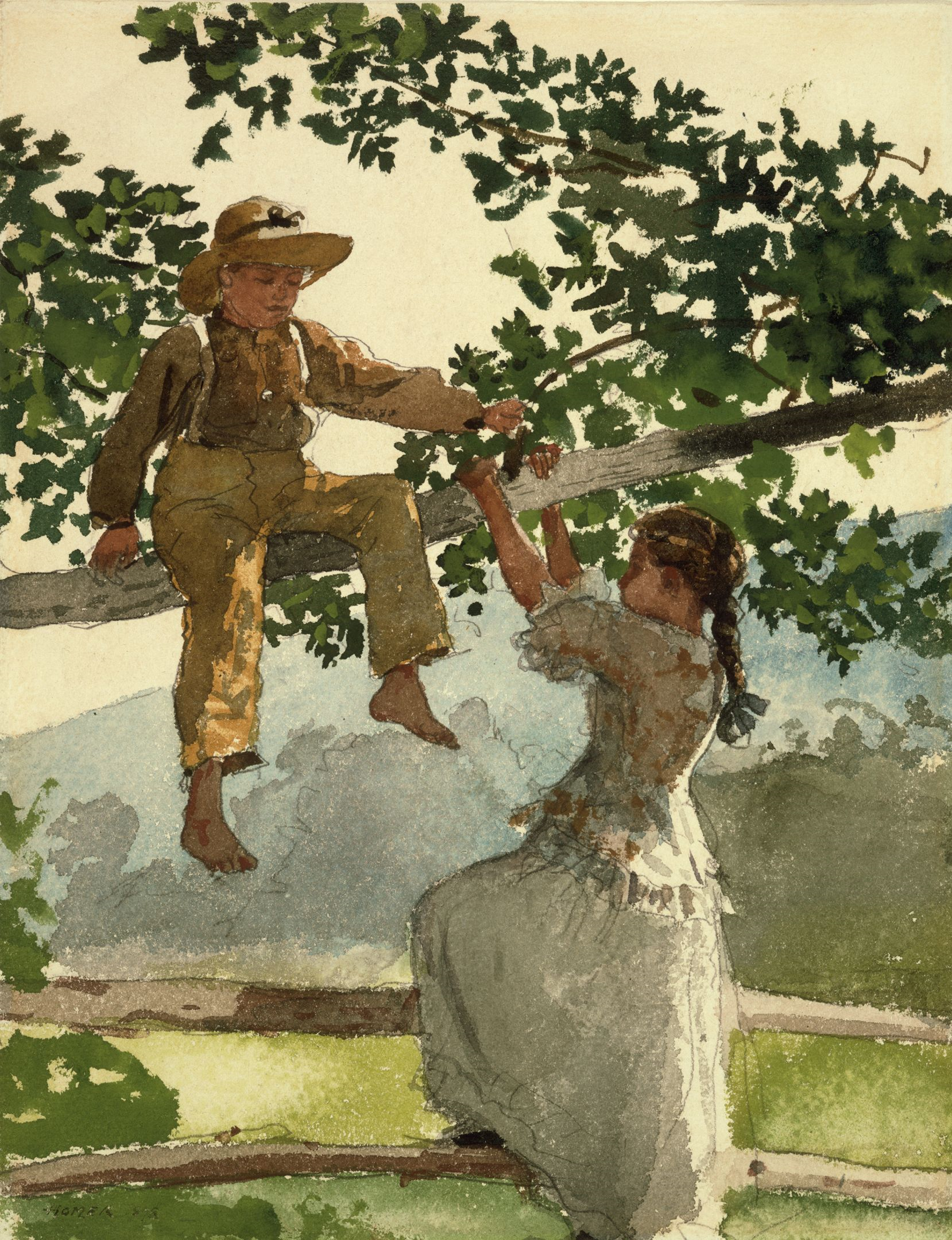
On the Fence, 1878
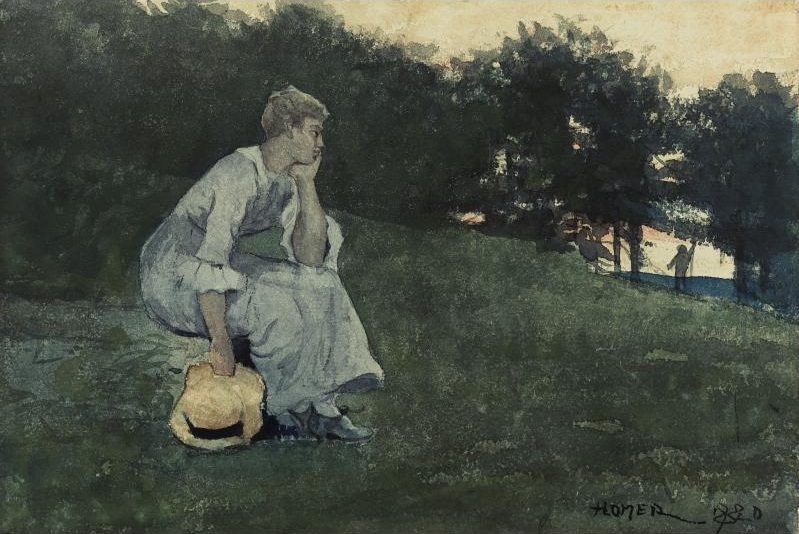
Waiting, 1880

### Deuxième époque: la gravure, l'Angleterre et la mer
Âgé de 40 ans, Homer décide de s'intéresser à la technique de la gravure sur bois. Il est raisonnable de penser qu'il subit l'influence de son ami La Farge, grand collectionneur d'estampes japonaises. Il dessine son motif issu de l'observation directement sur le bloc de bois, lequel est transmis à un graveur chargé de l'exécution finale. Certaines de ces compositions paraissent dans Harper's Weekly mais aussi dans Appleton's Journal et Every Saturday. Après 1875, il cesse totalement de travailler comme illustrateur. La raison est d'ordre pratique : Homer gagne mieux sa vie, entre autres grâce au succès que rencontrent ses aquarelles, un médium plus abordable.
À Gloucester, il réalise une série d'aquarelles axées sur les activités quotidiennes des enfants locaux, qu'il s'agisse de faire du bateau, d'aider aux tâches ménagères ou de jouer parmi les dunes et les quais.
Ses scènes de vie rurale peuvent quant à elles se rattacher à une tradition, celle initiée par William Sidney Mount : elles ne présentent aucune forme d'idéalisation, baignant dans un naturalisme exacerbé, qui prouve que Homer est profondément attaché à la campagne, la vie à la ferme, à la rusticité. Certains de ces tableaux sont contemporaines du Tom Sawyer de Mark Twain, et comme cet écrivain, l'artiste n'y montre aucune nostalgie, se contentant des faits et ne cherchant pas à raconter une histoire ou à faire de l'humour : les enfants qu'il peint sont tout simplement présents. La toile A Gloucester Farm (1874, Philadelphia Museum of Art), dans une lumière qui annonce Thomas Eakins, on voit une femme qui donne simplement de l'eau à un garçon. Tous ses tableaux à cette époque puisent leurs sujets en plein air, Homer peint ce qu'il voit et ne cherche pas à « peindre comme ». 
Son atelier de New York, situé sur la 10e Rue dans le Studio Building, il le partage avec Eastman Johnson et John George Brown (en), deux artistes plus âgés que lui, dont Homer va peu à peu se détacher. Avec La Farge qui réside aussi dans cet immeuble, Homer fait partie en 1877 des fondateurs de la Society of American Artists (en) — auquel ce dernier n'adhère qu'en 1897 — : rebelle, quelque peu activiste, mais farouchement indépendant, Homer cultive son art en solitaire. Ces premières expositions solos heurtent la critique. En 1875, Henry James se plaint de ce que le peintre ne donne à voir que de grandes et lourdes masses de couleurs. Une toile comme The Morning Bell (1871) démontre une grande maîtrise de la construction des lignes de force, une maîtrise quasi intuitive.

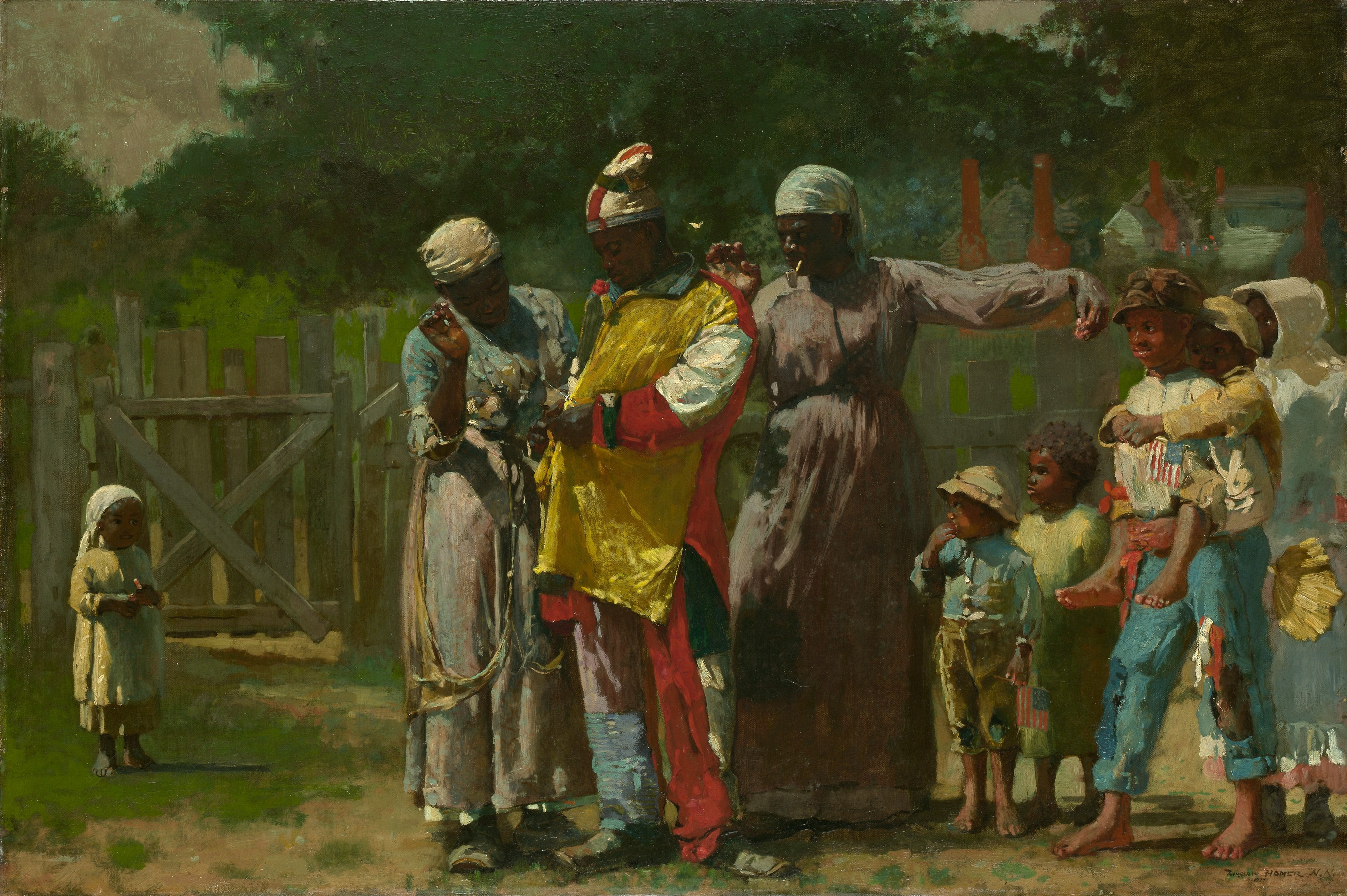
Dressing for The Carnival (1877), MET.

Au tournant des années 1880, de nouveaux sujets surgissent sous le pinceau de l'artiste : l'un d'eux est la vie quotidienne des Noirs. Le peintre avait été au contact des soldats afro-américains durant la Guerre civile, puis de nouveau en 1875, quand il visite la Virginie, au moment de la Reconstruction. Homer est l'un des rares artistes de cette époque, avec Mount et Eastman Johnson, à traiter le sujet avec sérieux, sans moquerie, ce que révèlent bien trois compositions, Cueilleuses de coton, A Visit from the Old Mistress et Dressing for the Carnival (1876-1877).
Durant l'été 1881, il décide de partir en Angleterre, pour un voyage qui va durer plus d'une année. L'effet de ce séjour a un grand impact sur la palette du peintre, ainsi que sur ses choix de sujets. Il demeure dans le petit port de Tynemouth, dans le Tyne and Wear, où il s'adonne à l'aquarelle. Sa production est assez importante et intéressante, suffisamment pour qu'il obtienne une exposition à la Royal Academy en 1882. Il rapporte de ce voyage une chambre photographique Mawson & Swan, qui va influencer sa manière de peindre.

A Gloucester
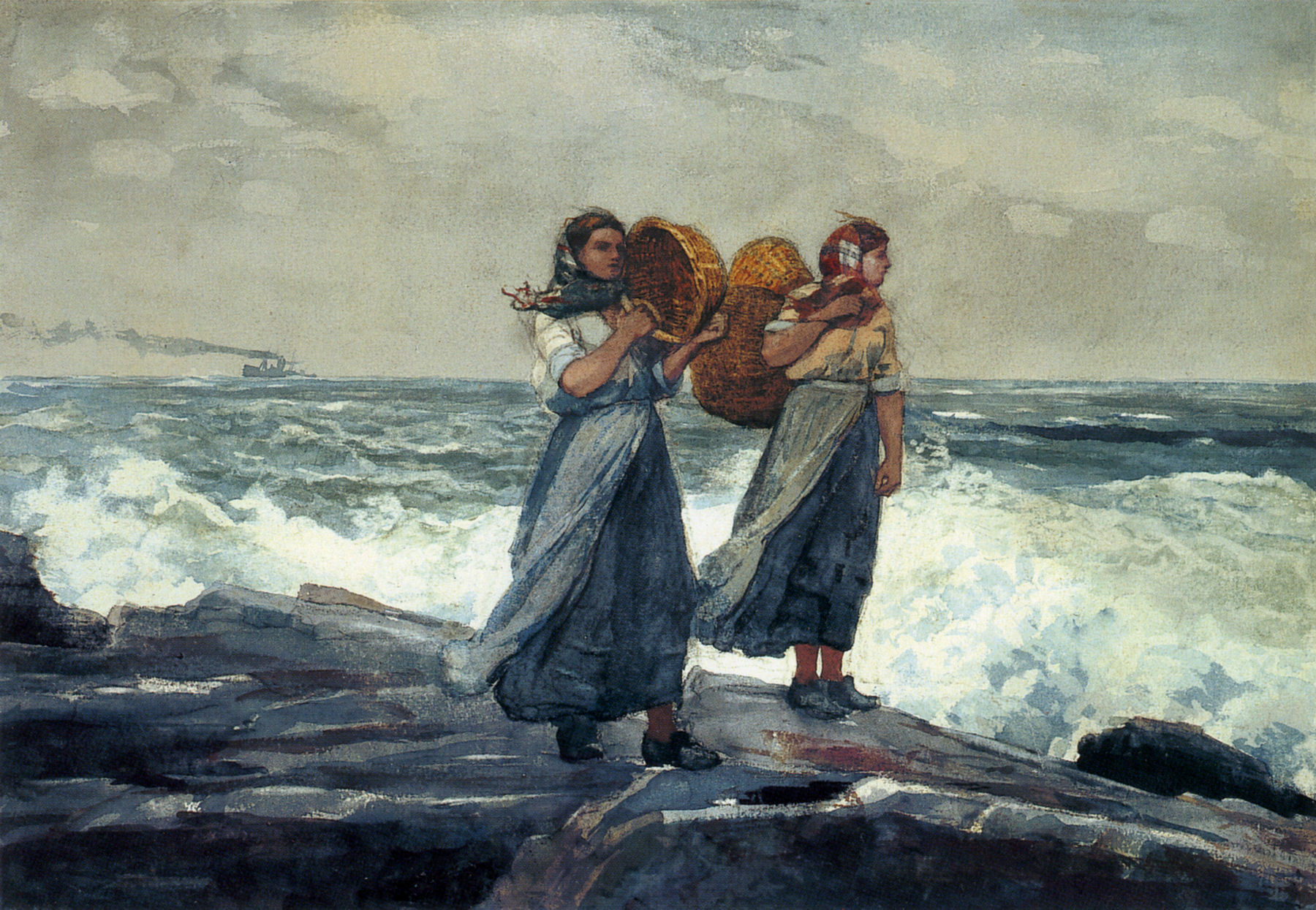
A Fresh Breeze, vers 1881
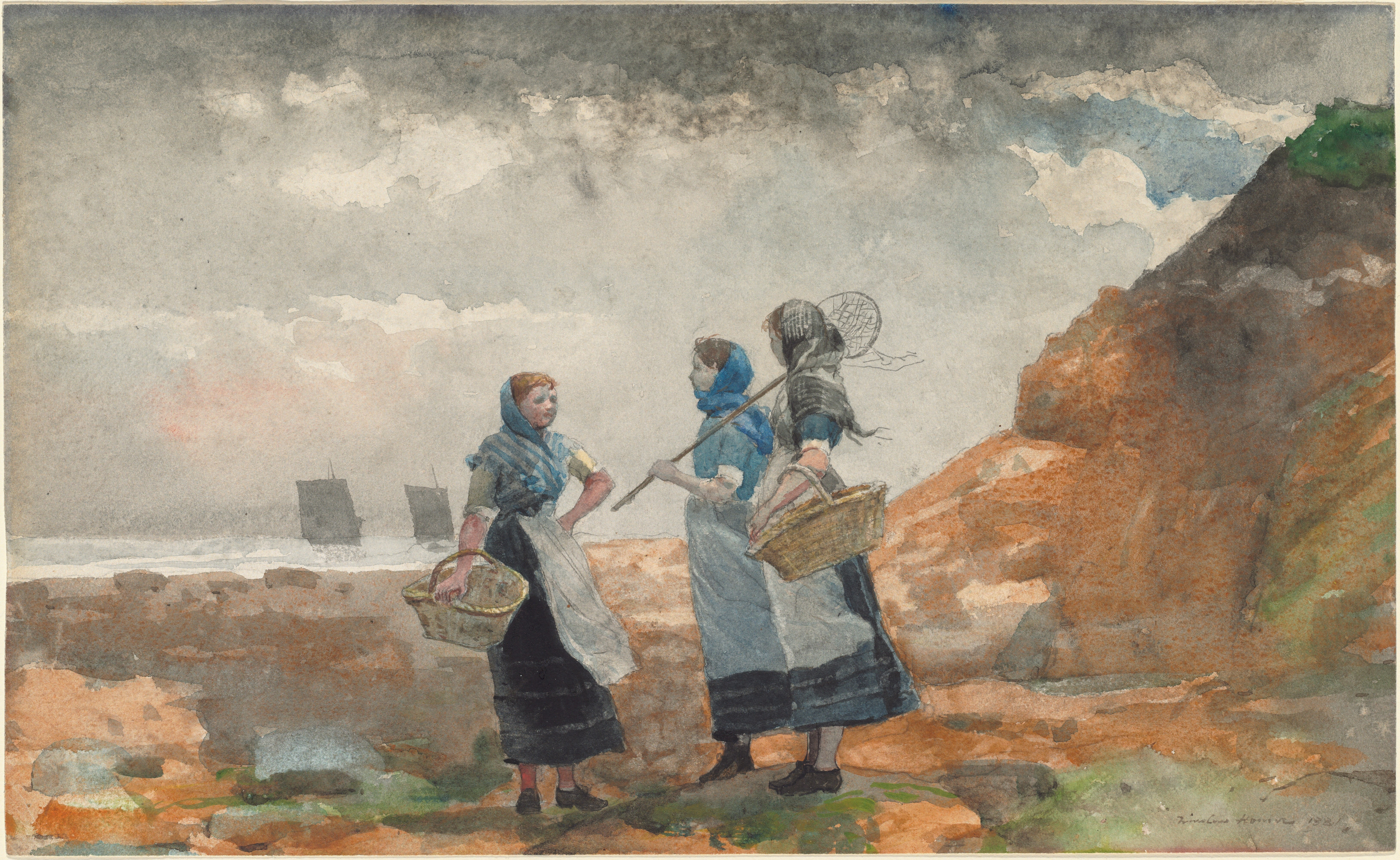
Three Fisher Girls, 1881
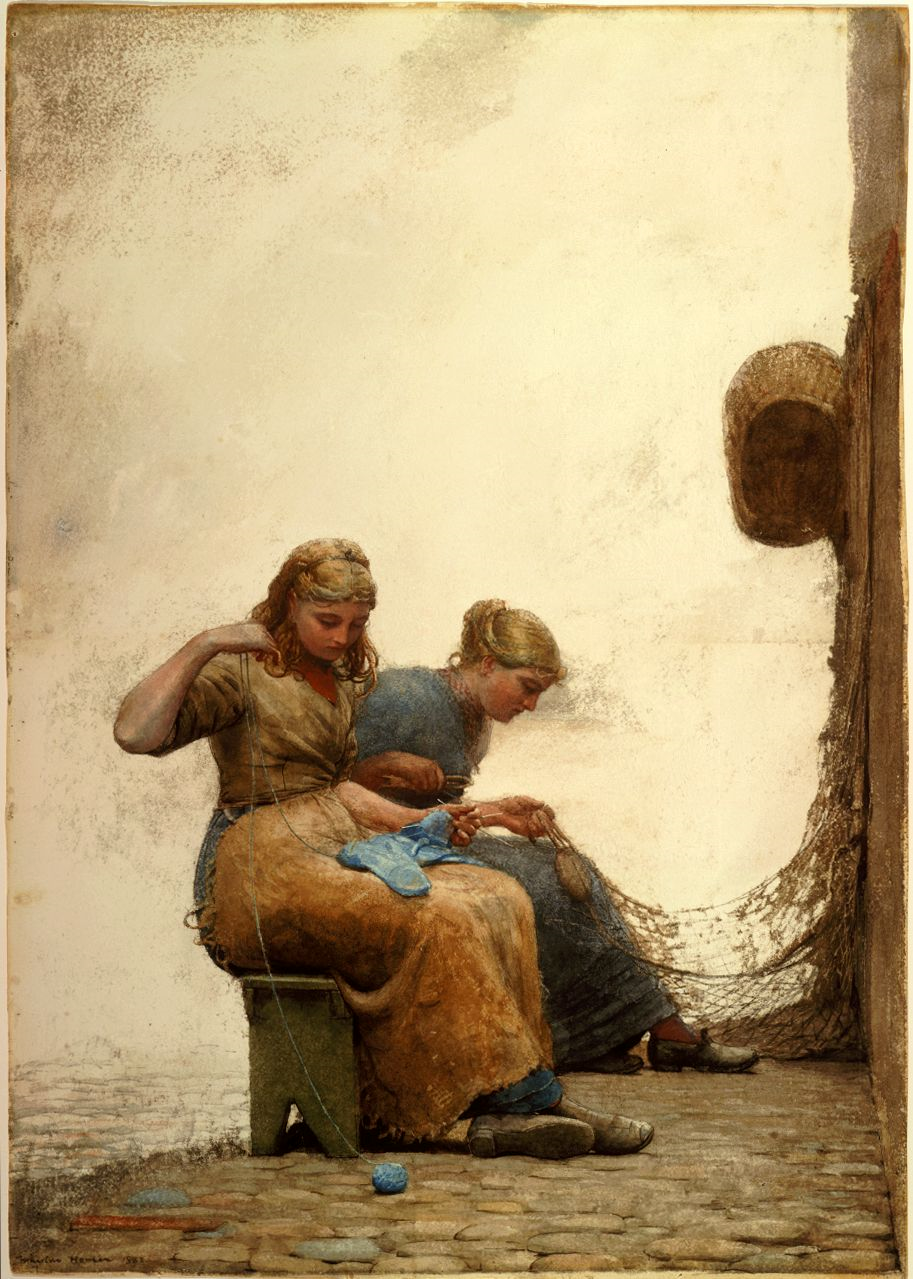
Mending the Nets, 1881.
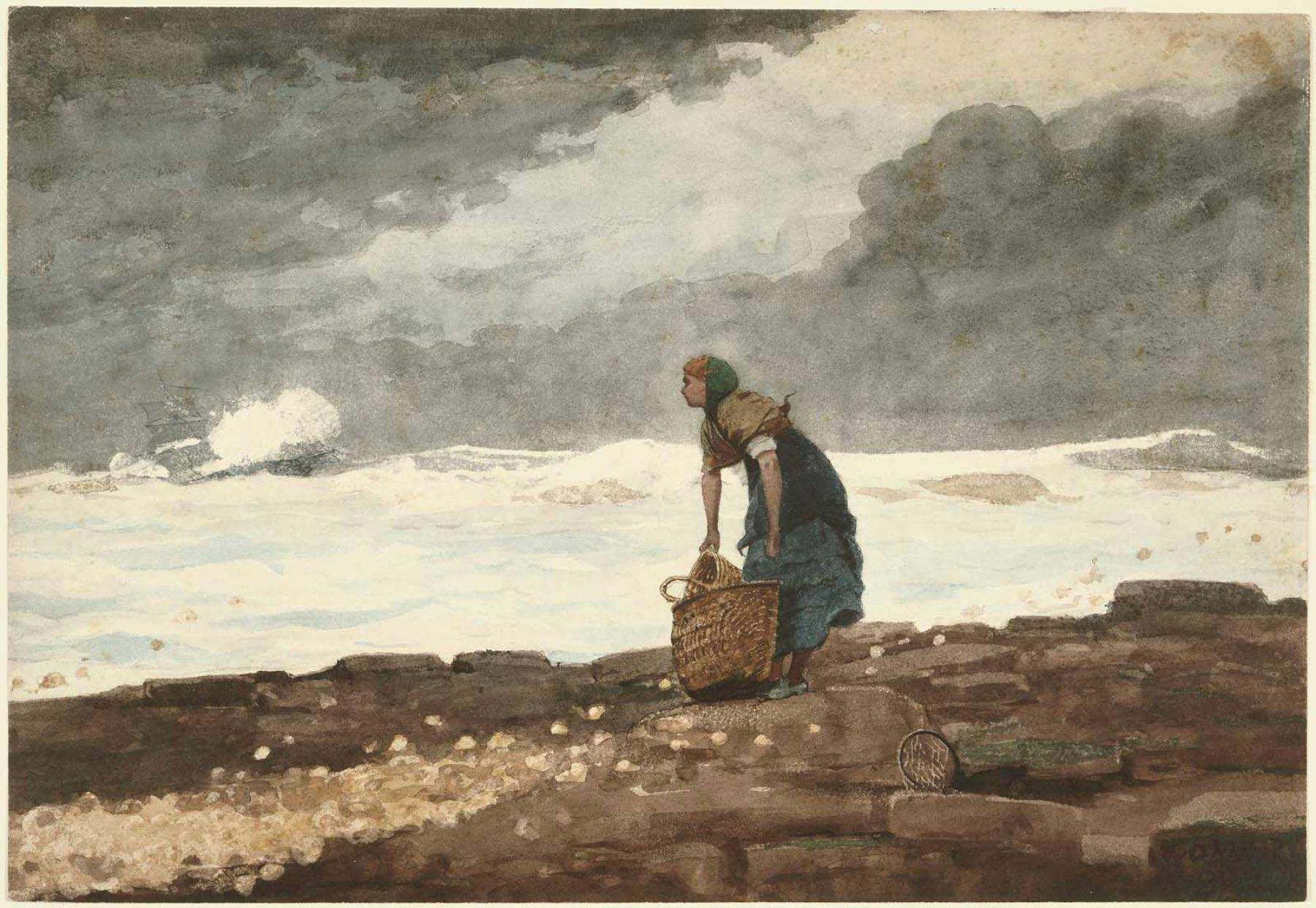
Girl with Red Stockings, 1882
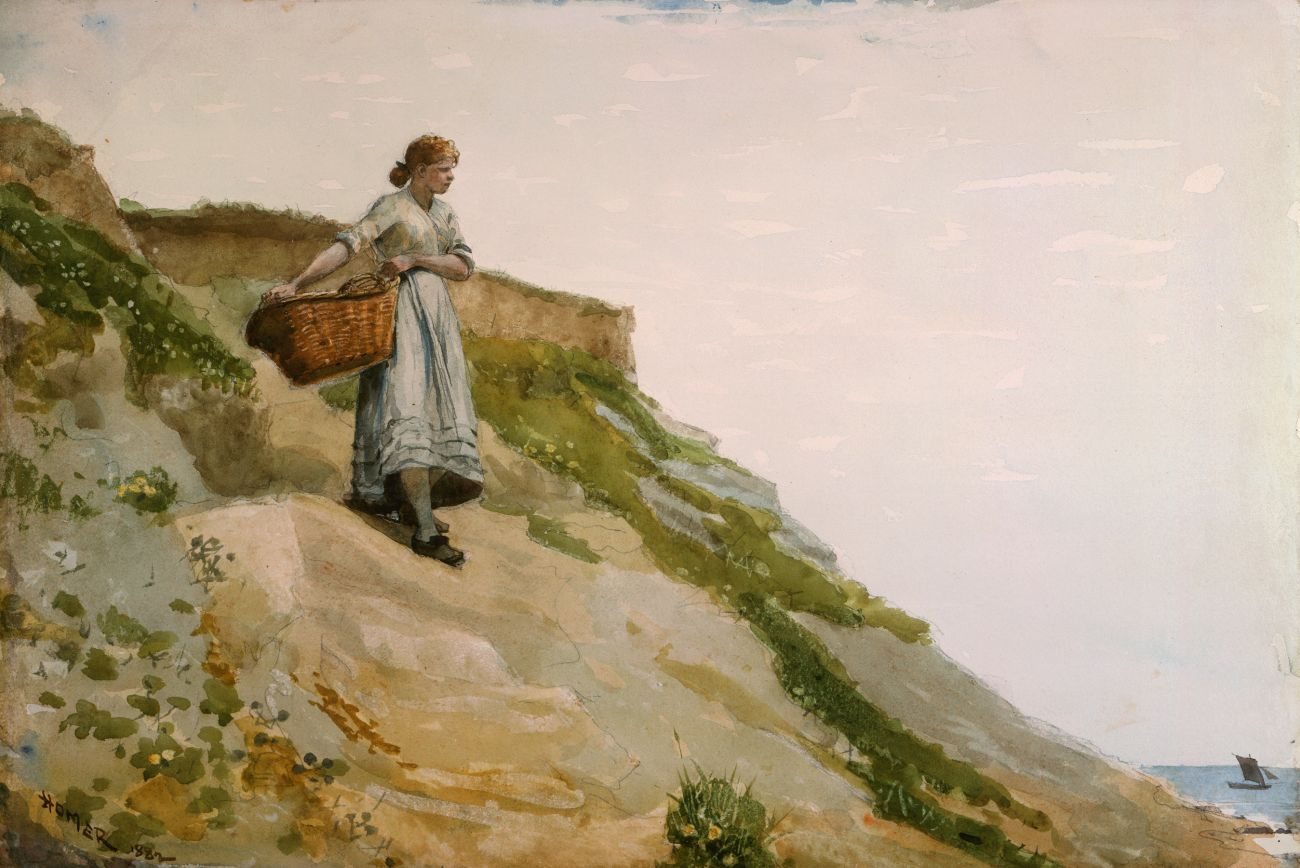
Girl Carrying a Basket, 1882.

### La Maturité: L'Ermite de Prouts Neck

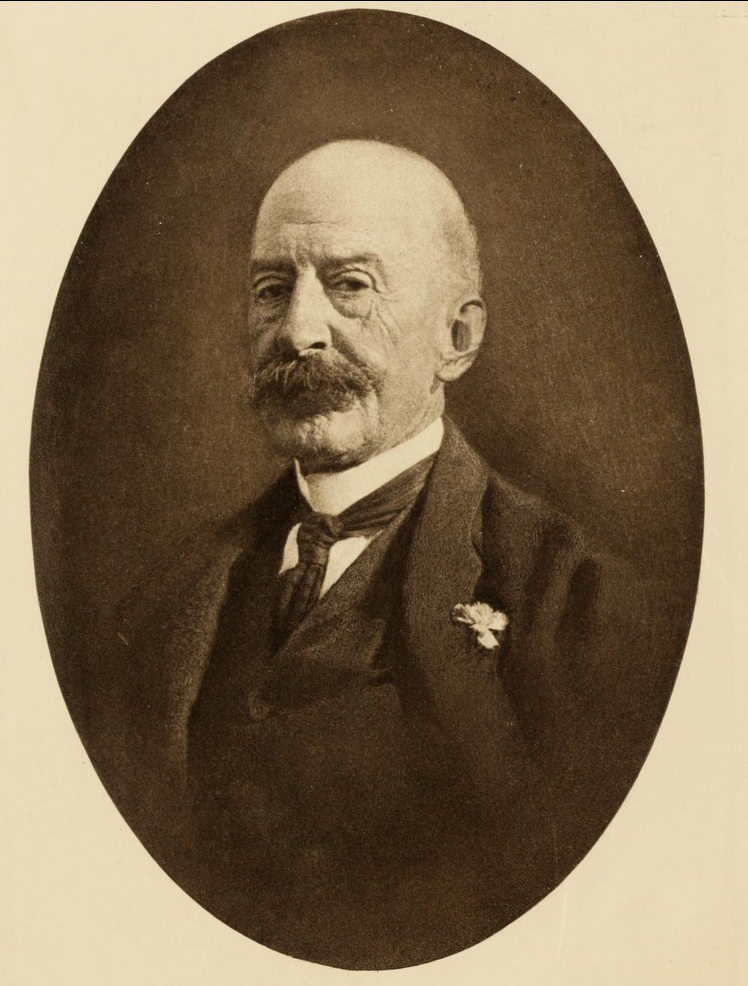
Winslow Homer en 1908.

Quelque temps après son retour d'Angleterre, en 1883, il décide de quitter New York pour s'installer à Prouts Neck (en), petit village côtier dans le Maine, près de Scarborough, habité de quelques pêcheurs et entouré de fermes. Il y fait construire un atelier à une centaine de mètres de la plage. C'est là qu'il a fini ses jours, seul, loin des mondanités ; longtemps, il ne quitte Prouts Neck que pour de brefs voyages à Boston ou New York.
Homer Dodge Martin, un autre ami proche de Winslow Homer, témoigne que ce dernier a fini par trouver, à cinquante ans passés, l'endroit et son sujet idéal. Le peintre se met à produire de nombreuses marines d'une grand force : les cadrages, le traitement des sujets, les couleurs, rien ne ressemble à ce qu'il produit. Le peintre s'est totalement renouvelé. « C'est comme si on invitait l'océan dans son salon », commente une critique en 2006 à propos des tableaux de cette période.
Il dit adieu aux femmes en crinolines, aux enfants et à la vie rustique ; il ne s'intéresse plus qu'à l'élément marin et aux familles qui tentent d'en vivre. Il commence par une série de six toiles inspirées par le sauvetage en mer dont le sommet reste The Life Line (La Corde de sauvetage, 1884), vigoureuse composition en gris transpercée par le rouge de la robe de la femme en détresse. Vers la même époque, il décide de pratiquer l'eau-forte, et va traduire jusqu'en 1889, près d'une dizaine d'aquarelles inspirées de l'Angleterre et de ses premières grandes marines, provoquant un retour au noir et blanc d'une grande netteté.

A Prout's Neck
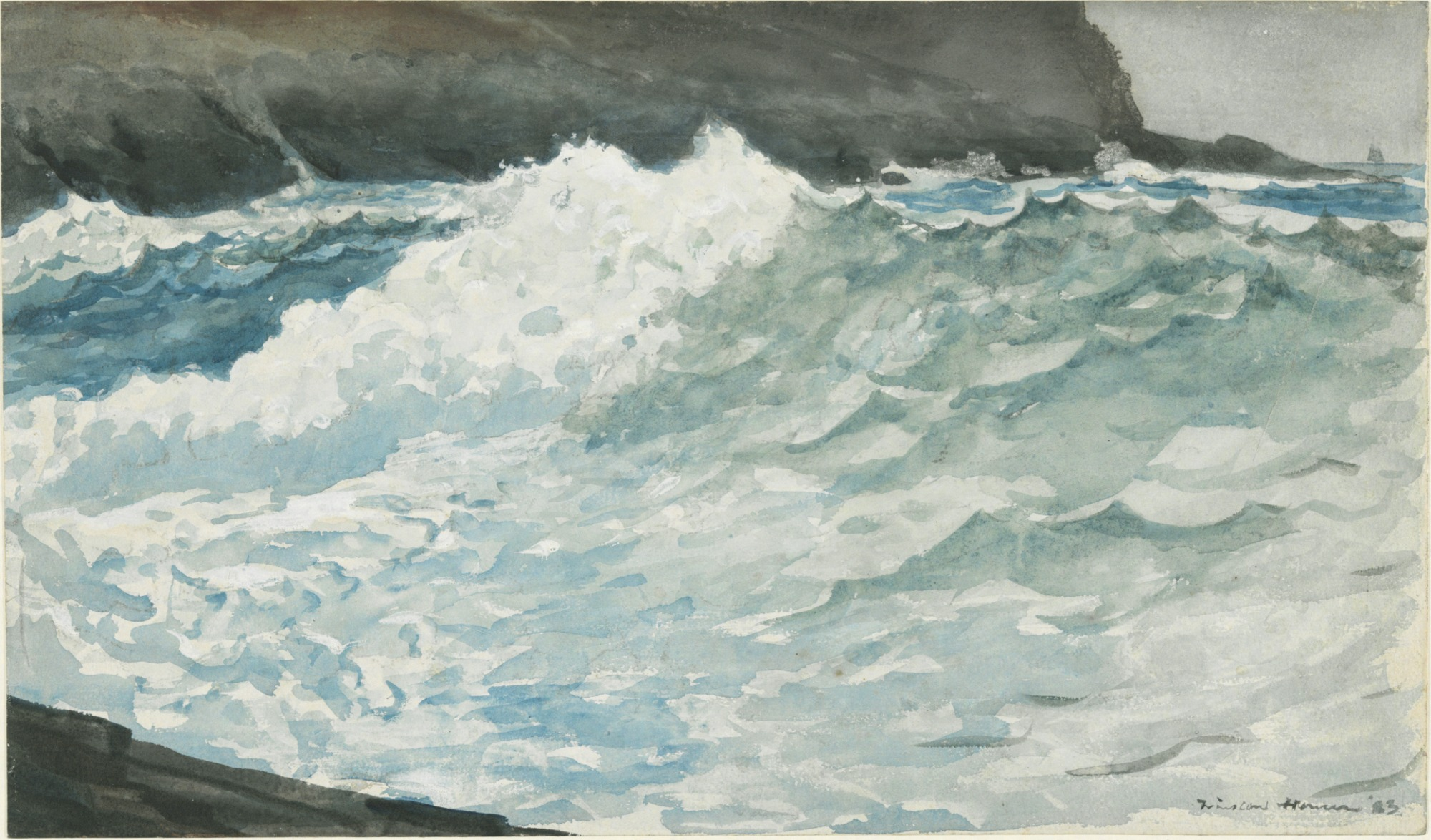
Surf Prout's Neck, 1883.
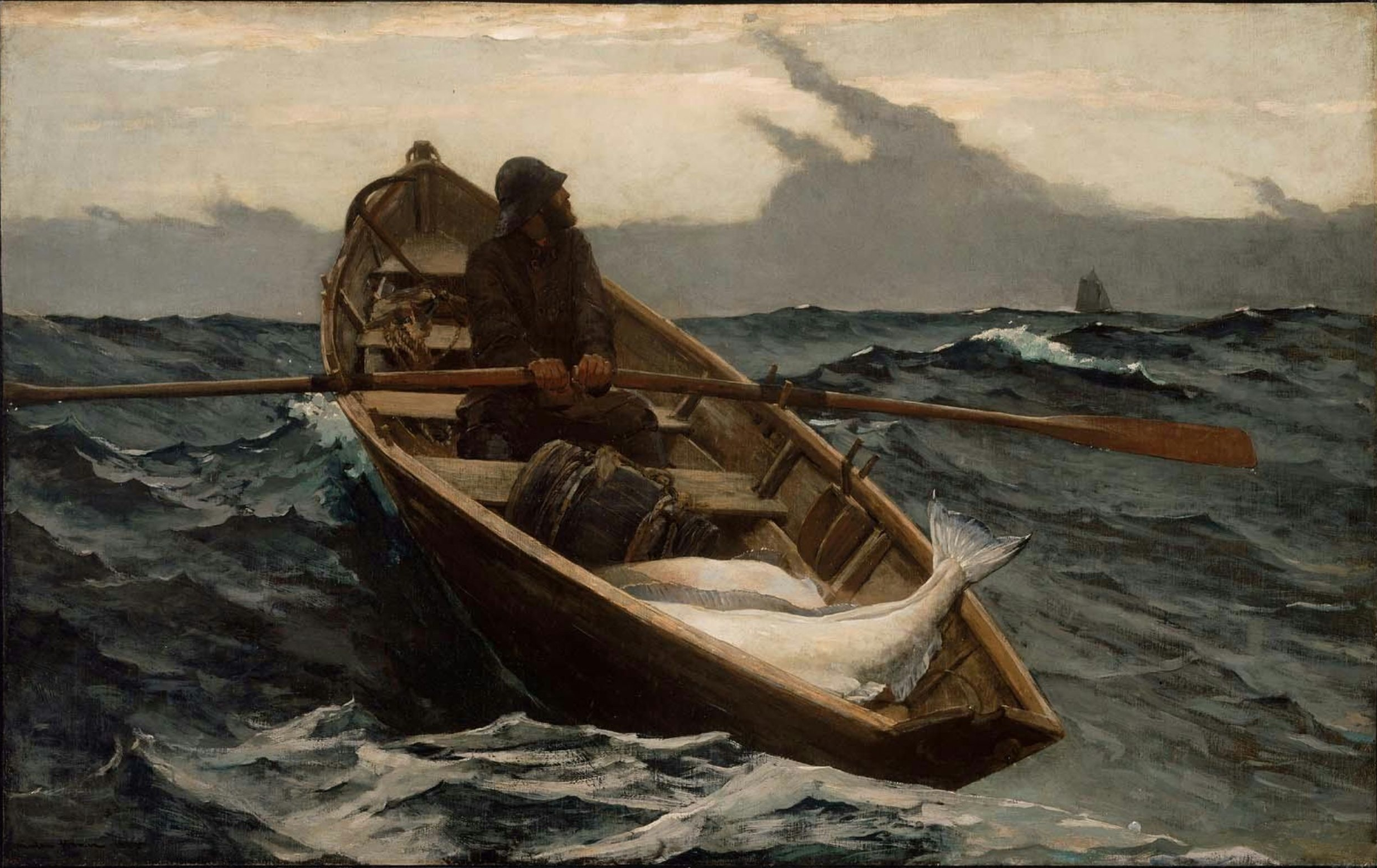
The Fog Warning, 1885, Musée des beaux-arts de Boston.
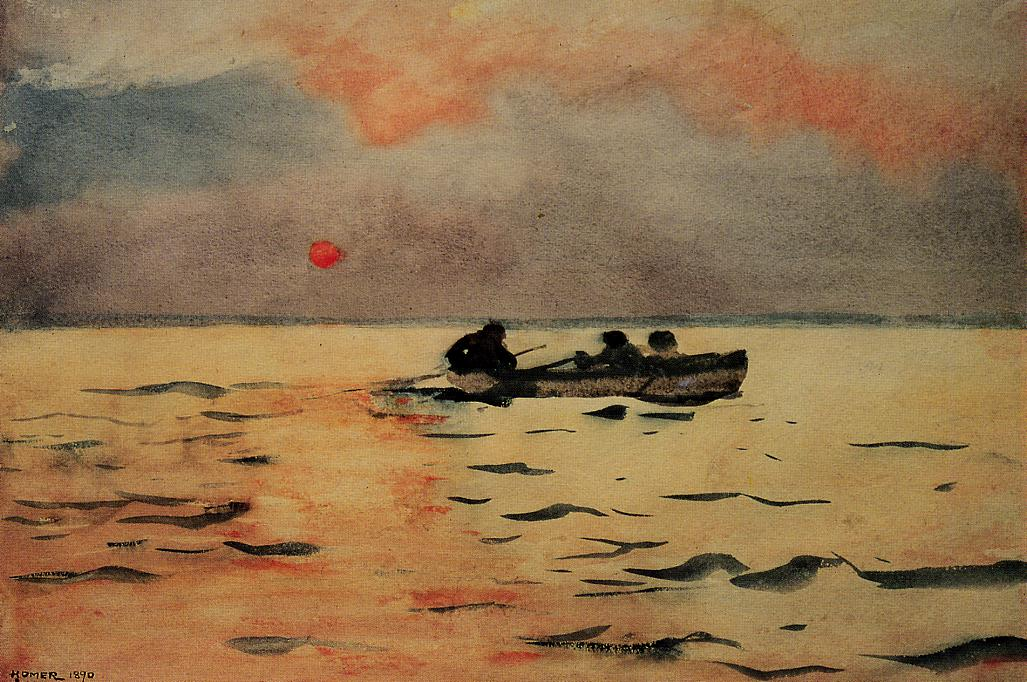
Rowing Home, 1890, The Phillips Collection, Washington DC
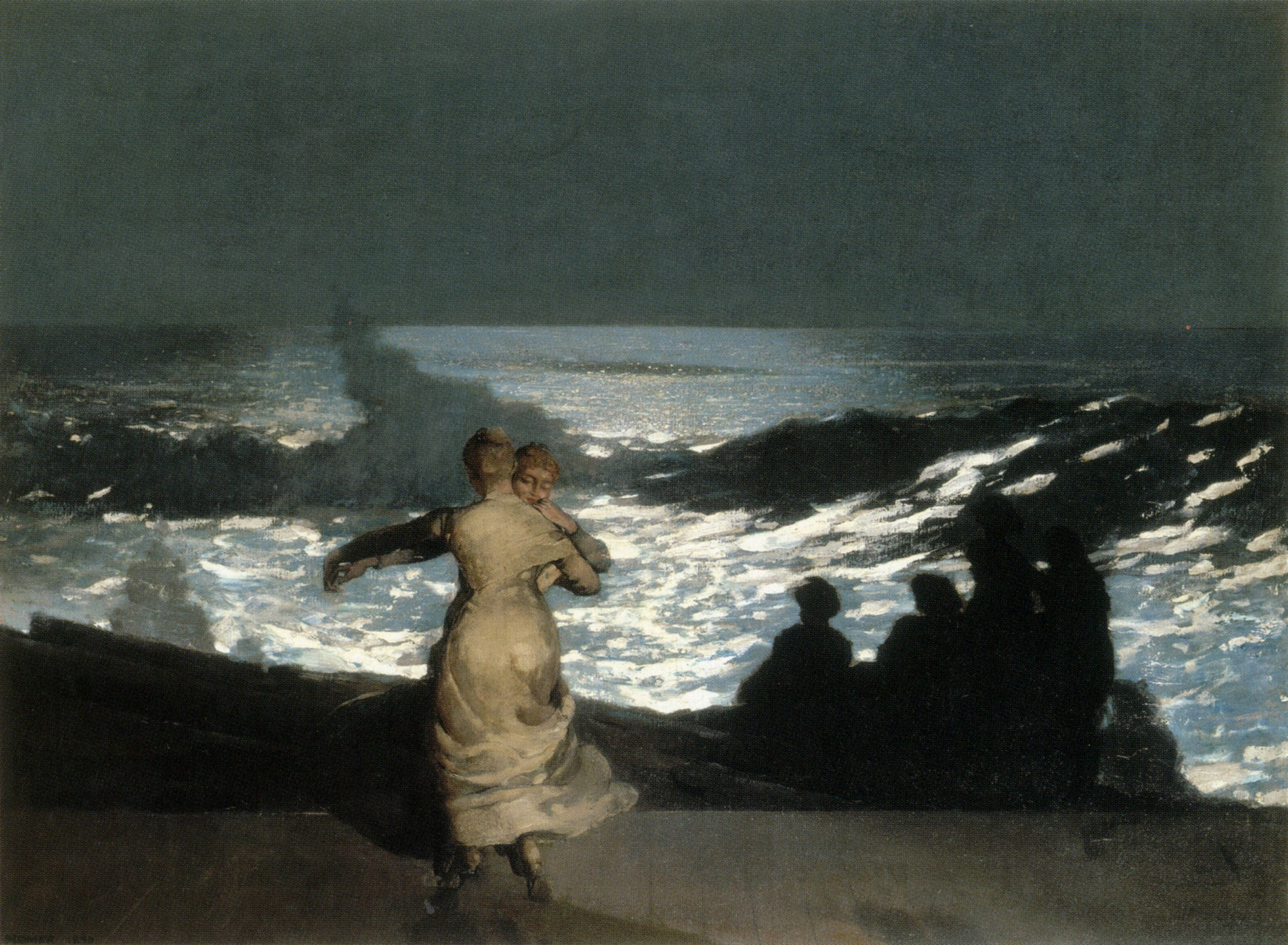
Summer Night (1890) musée d'Orsay une des rares toiles présentes en France
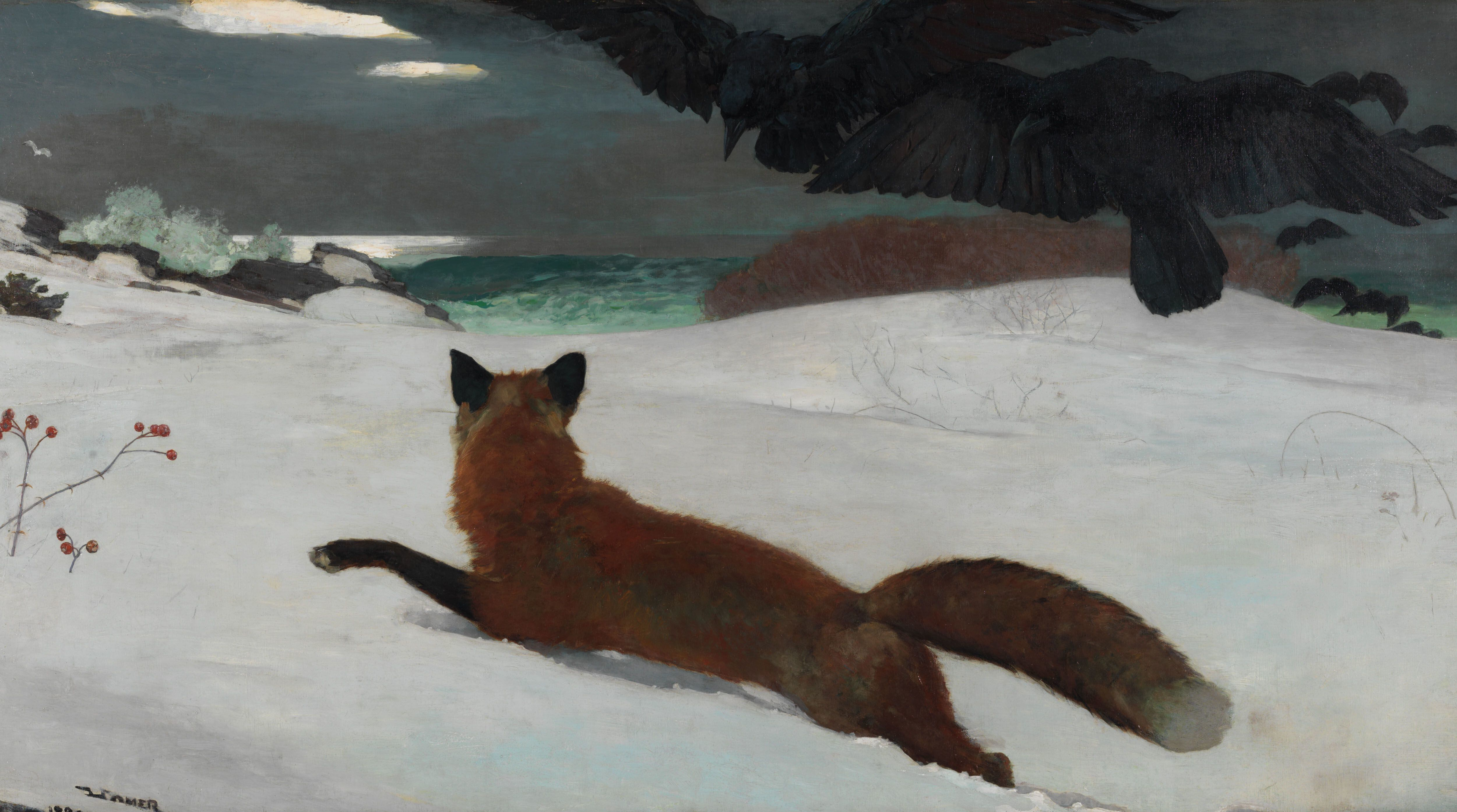
The Fox Hunt, 1893, Pennsylvania Academy of the Fine Arts, Philadelphie.
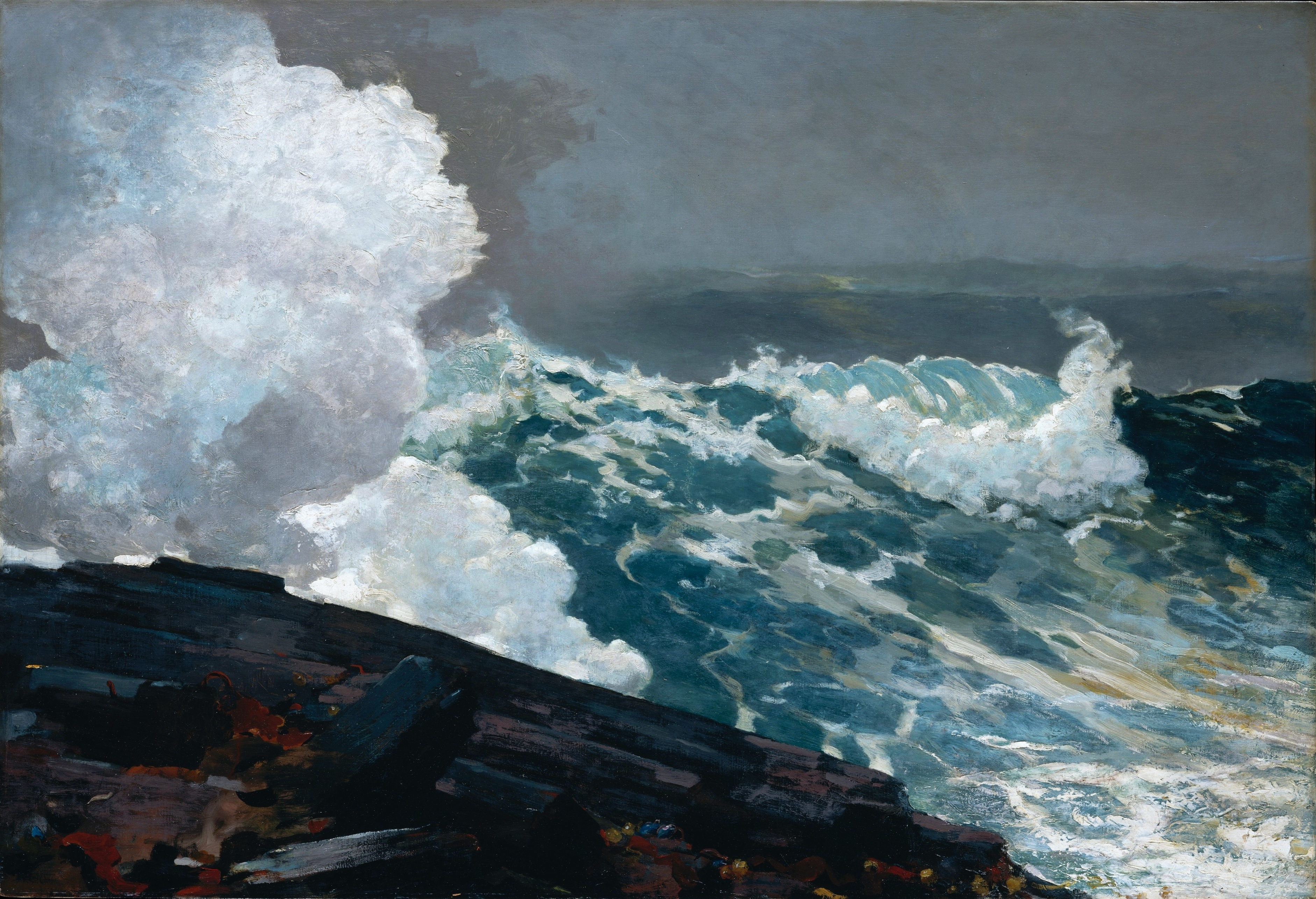
Northeaster, 1895.
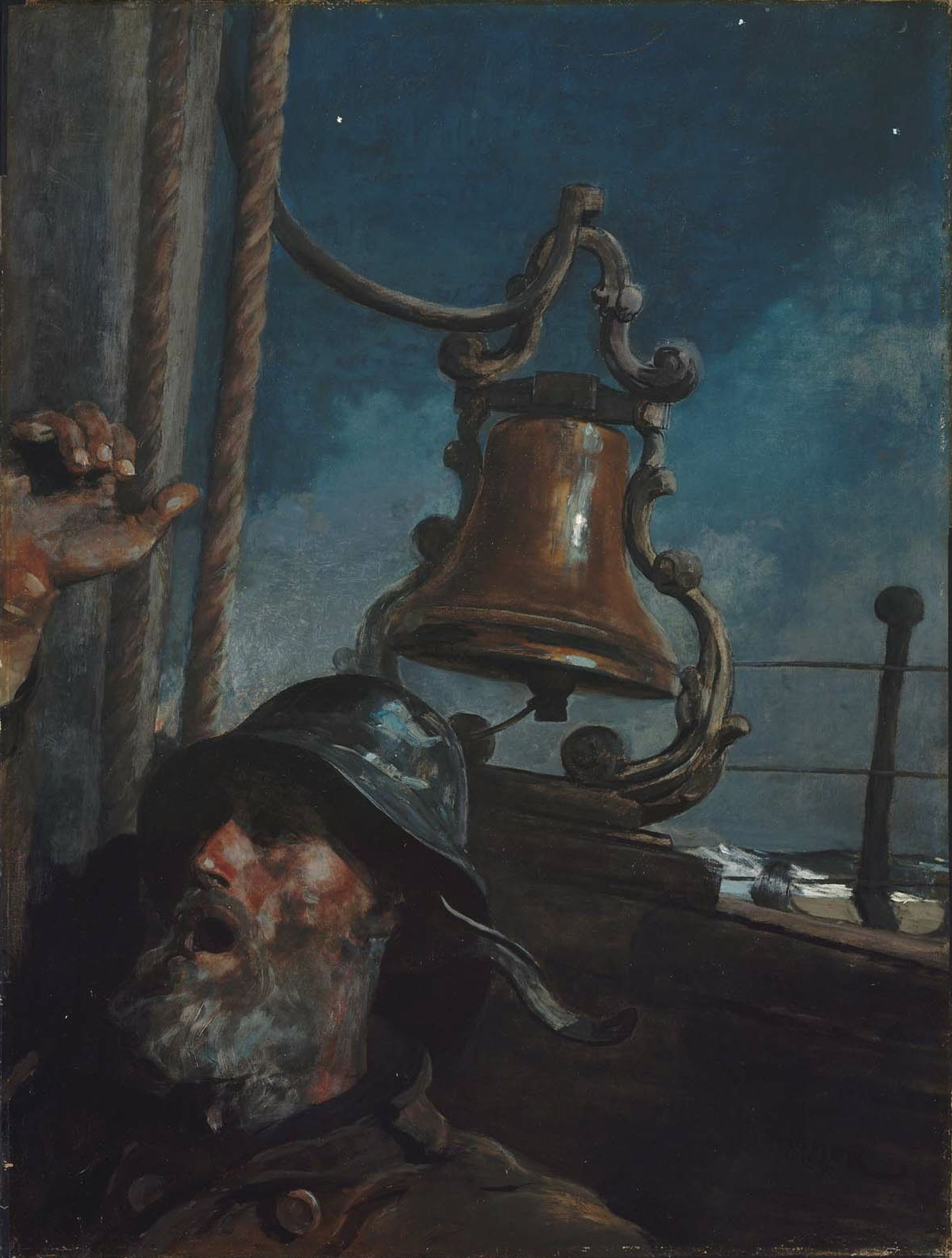
The Lookout, 1895, musée des beaux-arts de Boston
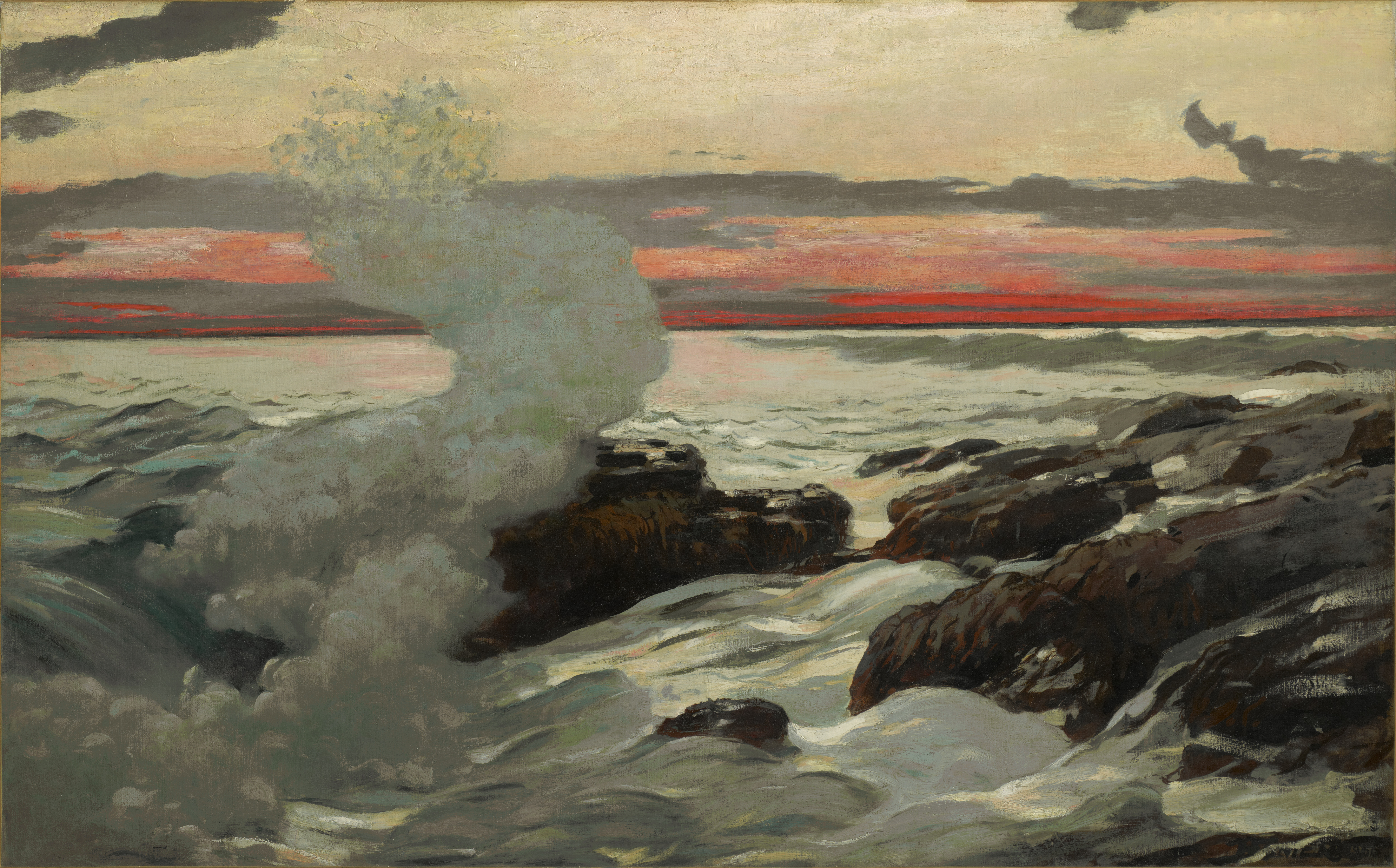
West Point, Prout's Neck, 1900
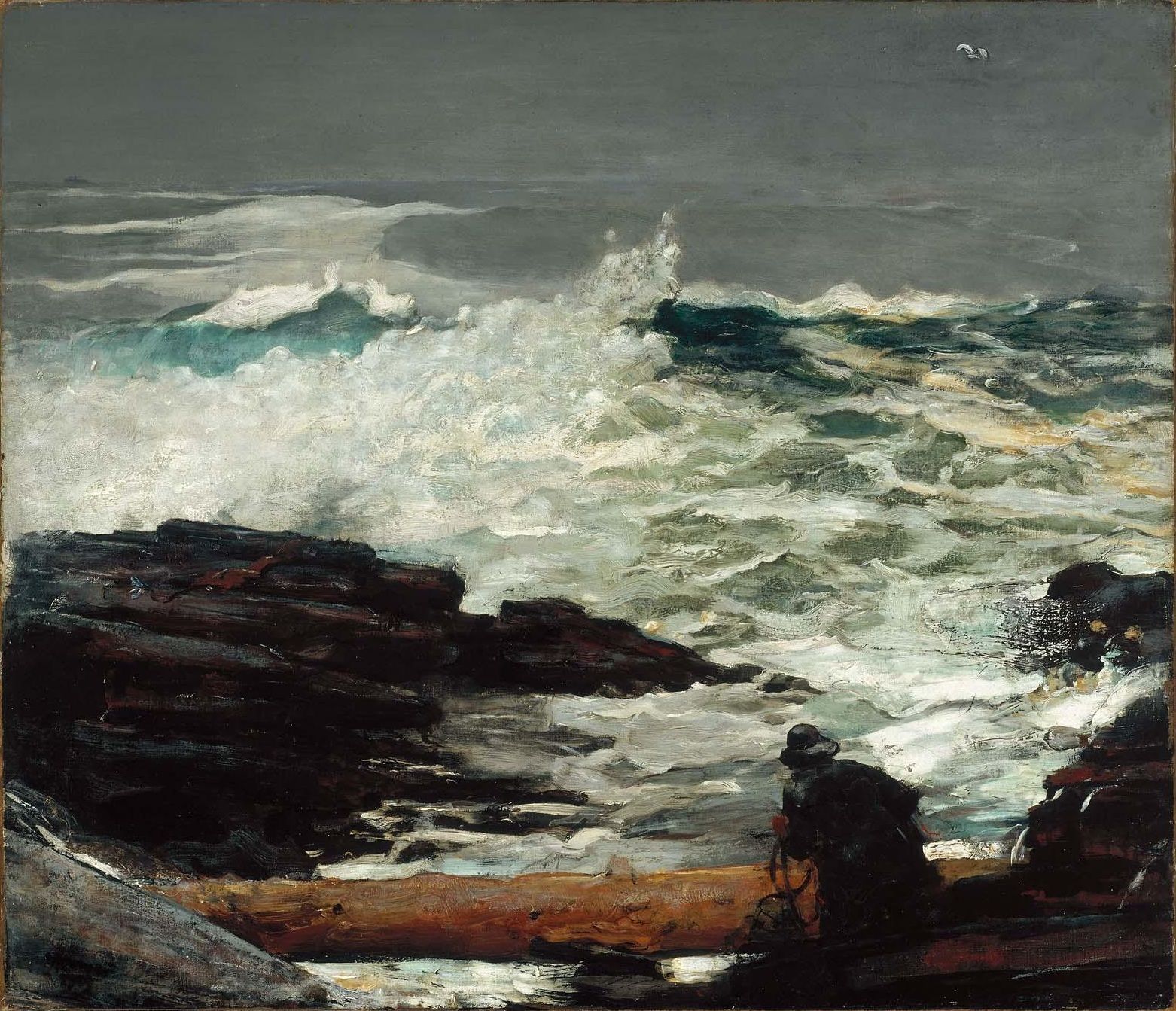
The Driftwood (1909) musée des beaux-arts de Boston une de ses dernières toiles

Durant les hivers, il est rejoint par son frère Charles, et tous deux vont chasser et pêcher dans les Adirondacks. Avec l'âge, Homer trouve les hivers de plus en plus durs, aussi il décide, à la fin des années 1880, de les passer aux Bahamas, non sans faire un crochet par la Floride ou Cuba. Neuf aquarelles de ces voyages en mer sont reproduites par The Century Magazine (1885-1886). Dans Key West, Hauling Anchor (1903), par exemple, le sujet est l'appareillage d'une goélette aurique à Key West. Le rendu des couleurs somptueuses (ciel et mer) et l'exactitude des détails techniques, dont le petit key et ses cocotiers à l'horizon, sont des traits distinctifs de l'art du peintre à sa maturité.

Les Caraïbes
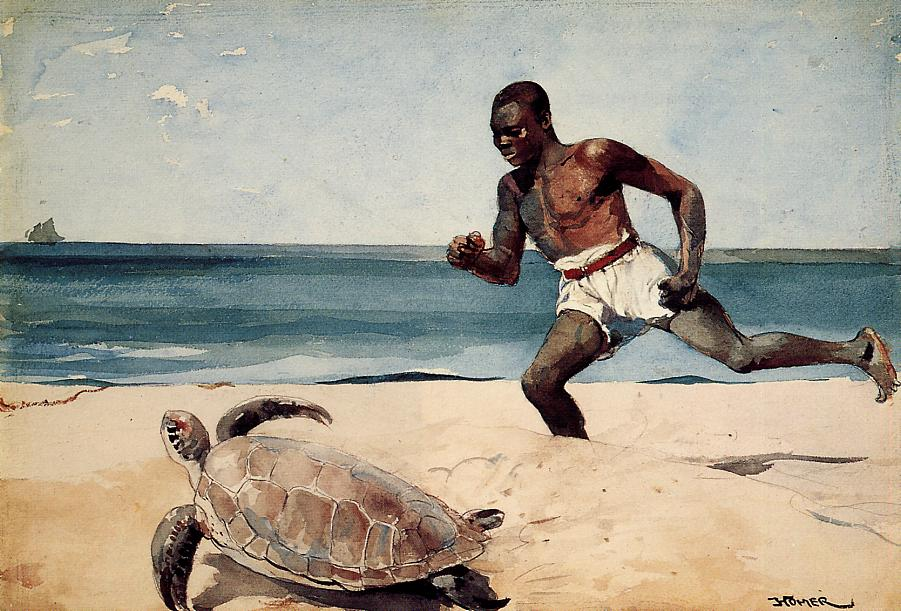
Rum Cay, aquarelle, 1897-1898, Worcester Art Museum.
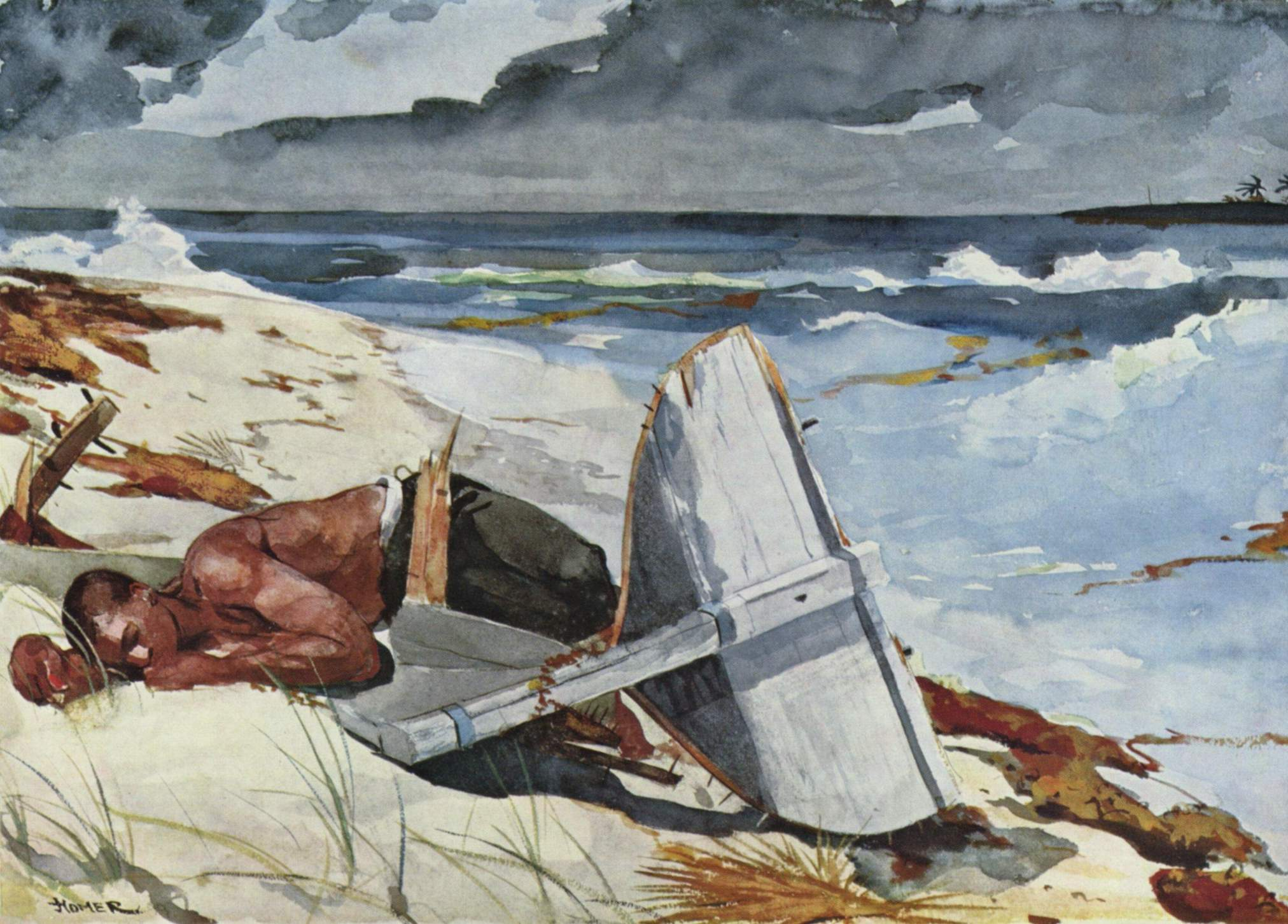
After the Hurricane, Bahamas, 1899, Art Institute of Chicago.
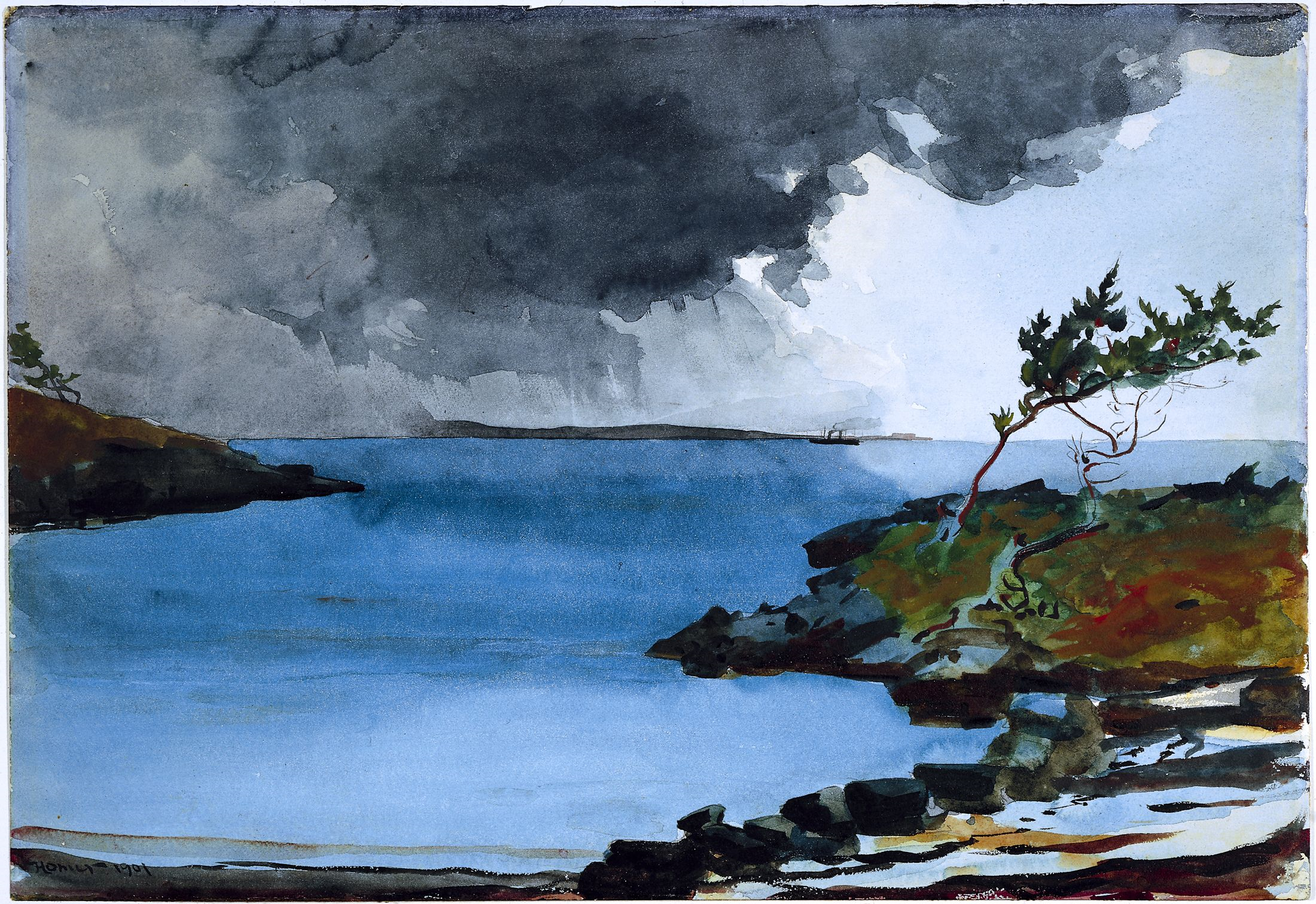
The Coming Storm, 1901
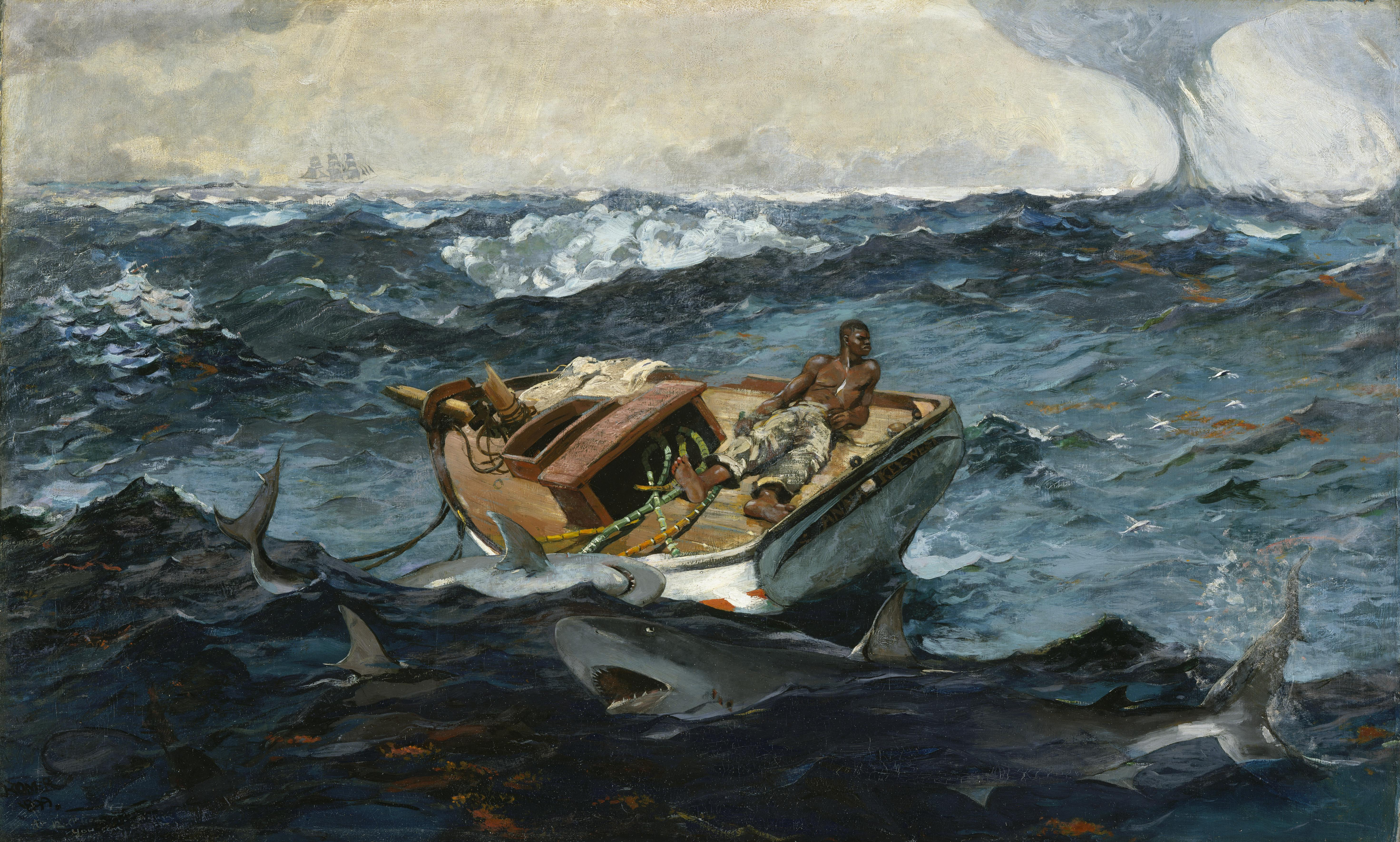
The Gulf Stream (1899) MET Durant l'hiver aux Bahamas
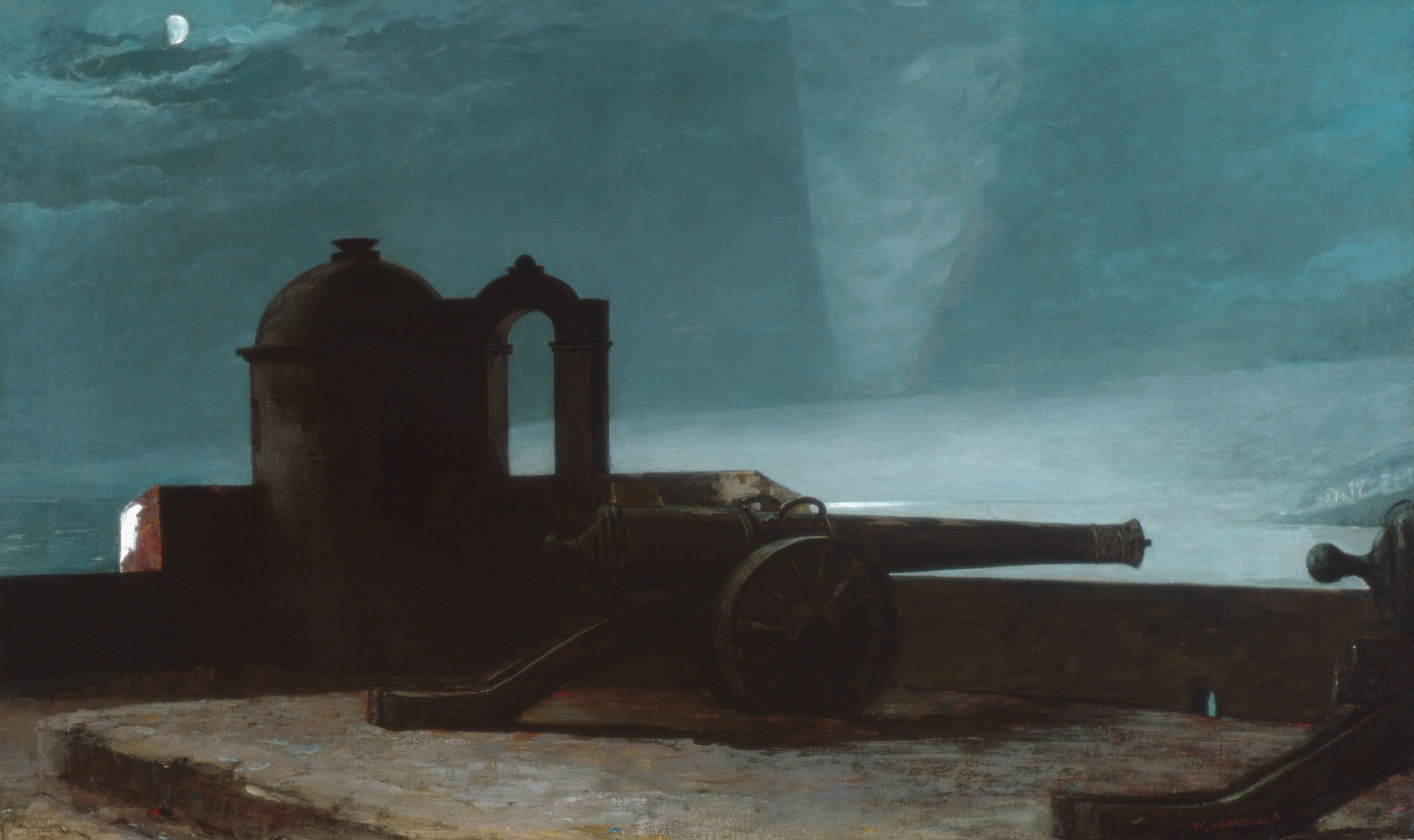
Searchlight on Harbor Entrance, Santiago de Cuba, 1901, MET.
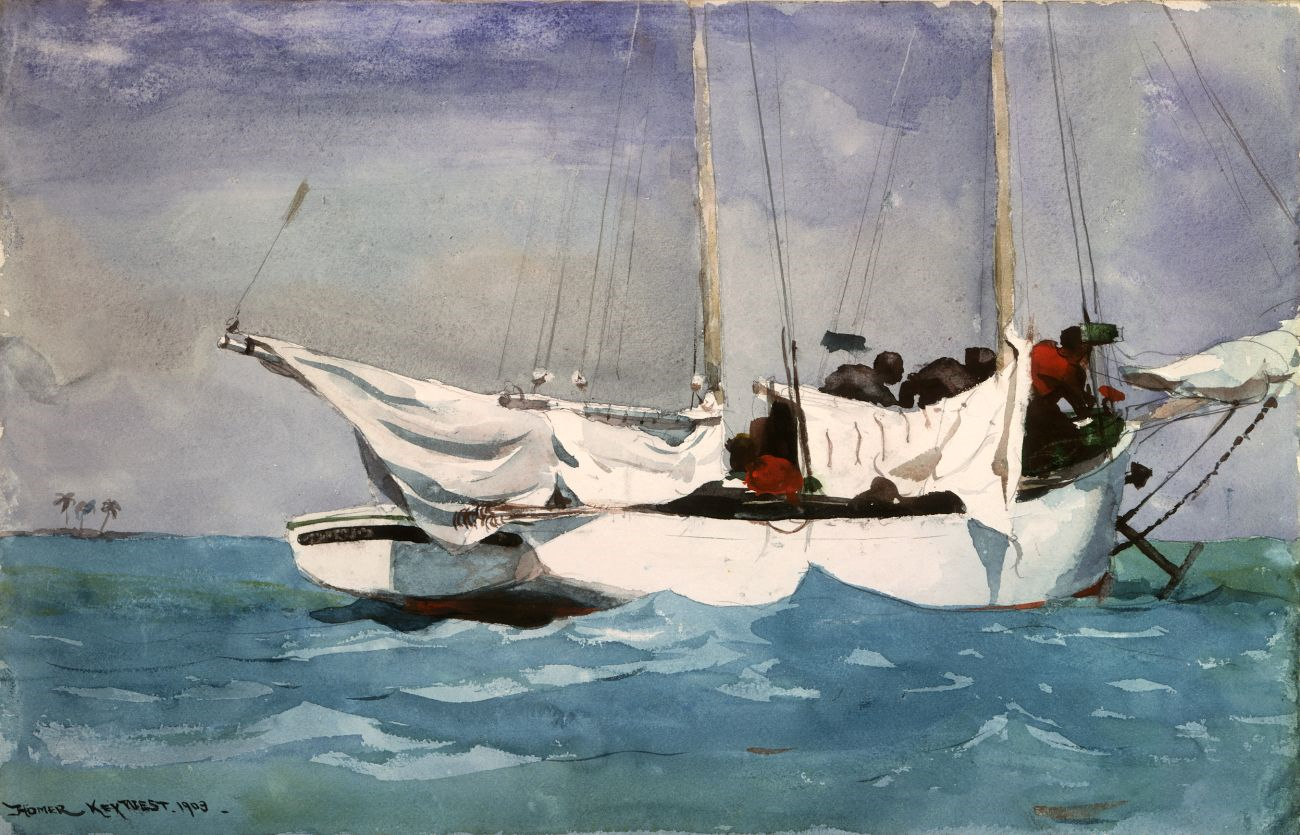
Key West, Hauling Anchor, 1903, National Gallery of Art, Washington DC.

Right and Left, 1909, National Gallery of Art, Washington DC.

Il meurt dans son atelier, âgé de 74 ans, et est enterré dans le cimetière de Mount Auburn, à Cambridge au Massachusetts.

## Œuvre
Son œuvre est empreinte de vigueur et de réalisme. Il utilise principalement deux techniques : l'huile et l'aquarelle. 
Winslow Homer a toute sa vie recherché l'indépendance et à vivre de son art. Il possédait une énergie, une force, qui l'ont vu comparé à Gustave Courbet par son principal marchand dans les années 1880, le Bostonien J. Eastman Chase qui témoigna de l'avoir vu exécuter une toile en cinq heures, puis la modifier, et ce, afin d'honorer parfaitement une commande.

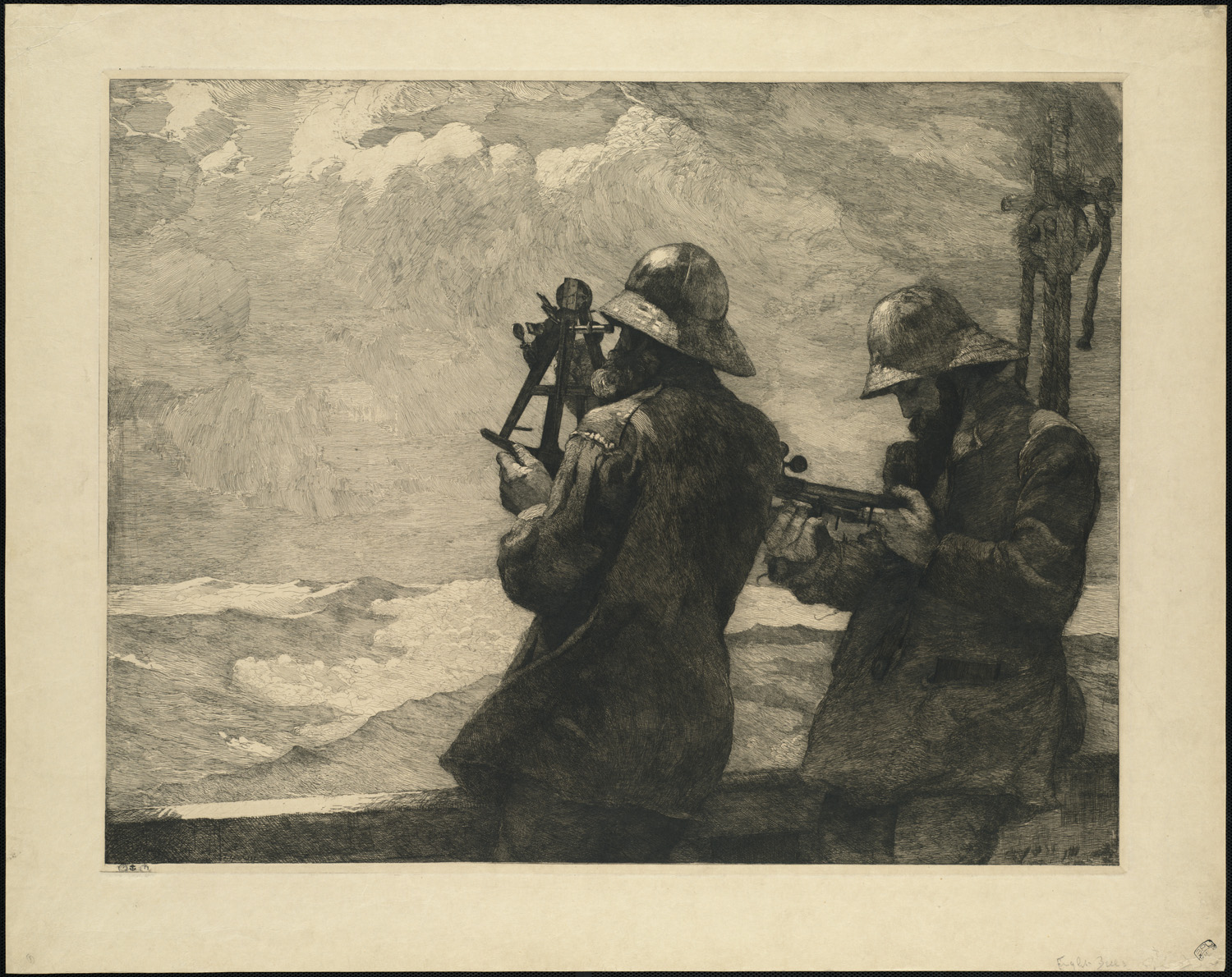
Eau forte d'après la toile Eight Bells (1887), Boston Public Library.

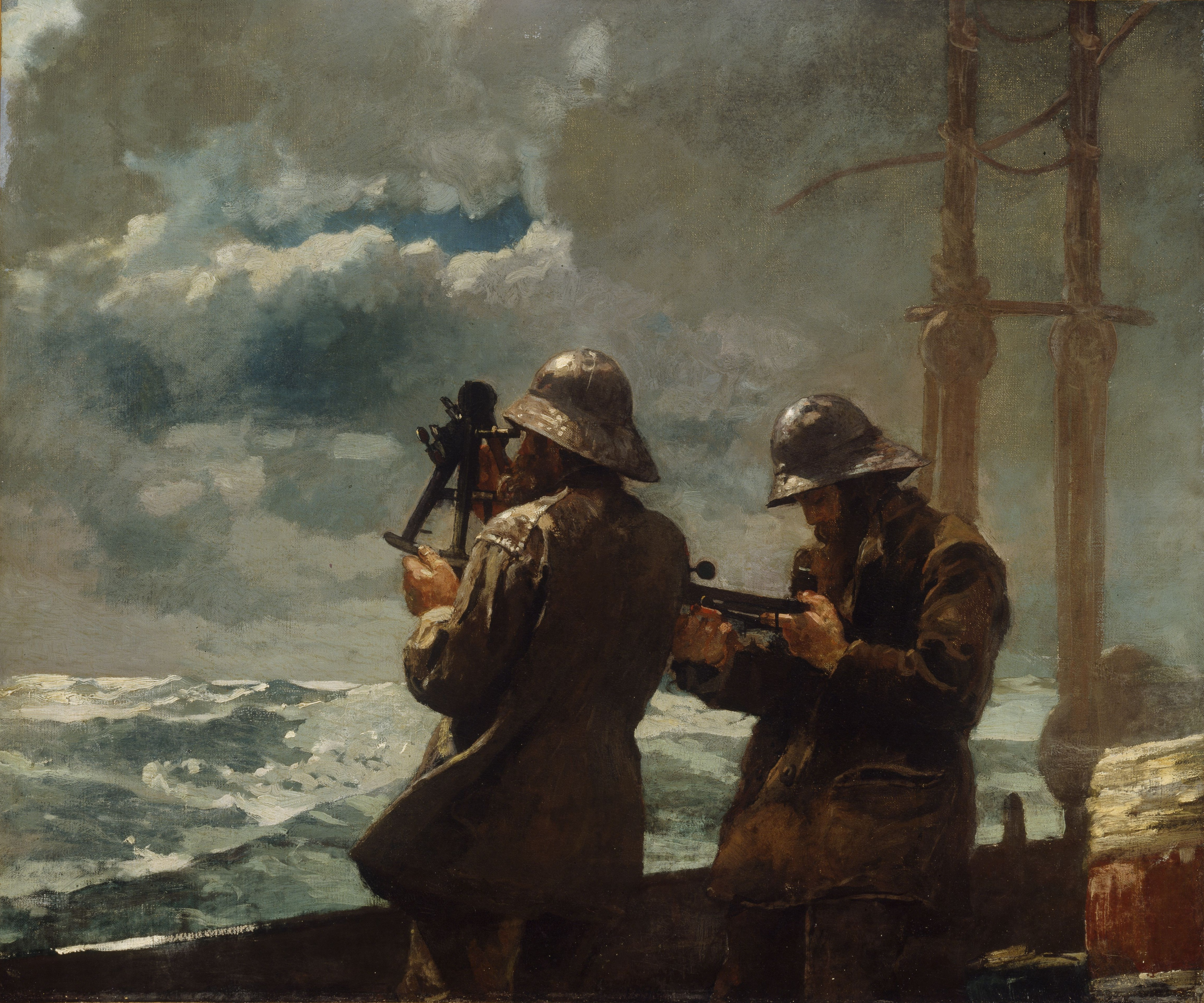
... et la toile originelle, composée en 1886,
Addison Gallery of American Art.

À partir des années 1890, son principal marchand est Knoedler, qui met Homer à l'abri du besoin : l'artiste vend bien son travail de son vivant, et il reçoit de nombreuses récompenses. Avec John Singer Sargent, il est le peintre américain des années 1900 le plus reconnu. Son plus gros collectionneur est pendant longtemps Thomas B. Clarke (en) (1848-1931). Les premières institutions américaines à acquérir et conserver son travail sont le Carnegie Museums of Pittsburgh (en), le Metropolitan Museum of Art, et le musée des beaux-arts de Boston.
Non documentés
- Sailing The Catboat (1875)

## Expositions
À partir de 1863 et jusqu'à sa mort, il expose à l'Académie américaine des beaux-arts de New York. Il rejoint en 1867 la toute jeune American Watercolor Society (l'association américaine des aquarellistes) et y expose régulièrement.
En 1877, il est membre du gentlemen's club Century Association (en), installé sur la 15e Rue à Manhattan, où il expose régulièrement. 
À compter de 1888, il expose à la Pennsylvania Academy of the Fine Arts, et entre 1897 et 1903, il est membre exposant de la Society of American Artists (en). 
Homer fait partie des peintres sélectionnés pour représenter au sein du pavillon américain la peinture de son pays lors des grandes expositions internationales ; lors de l'exposition universelle de 1900, à Paris, sa toile Summer Night (1890) est achetée par l'État français. 

## Postérité
Homer n'a jamais eu d'élève et n'a jamais cherché à faire école. Il a eu une influence sensible sur l'évolution de la peinture et de l'illustration américaines. Howard Pyle recommandait à ses élèves l'analyse de son travail et Robert Henri louait son expressivité toute dédiée au spectacle de la nature.
Son premier biographe est William Howe Downes (1911) ; dix ans avant la mort de l'artiste, Downes lui rend visite et lui parle de son projet de biographie. L'artiste refuse poliment de répondre aux questions du critique, craignant de convoquer la mort à son chevet. À partir des années 1960, le travail de Winslow Homer est régulièrement montré dans le monde. En 1962, l'US Mail émet un timbre en son honneur, reproduisant la toile Le Vent se lève (Un vent favorable) (1873-1876) exposée à la National Gallery of Art (Washington D. C.).
- Avril-octobre 1973 : Winslow Homer, Whitney Museum of American Art (New York) / Los Angeles County Museum of Art / Art Institute of Chicago, commissariat de Lloyd Goodrich.
- Juin-septembre 2006 :  Winslow Homer, poète des flots , 54 œuvres autour du thème de la mer et des lacs, Musée d'art américain de Giverny[18].